# Dąb szypułkowy
Dąb szypułkowy (Quercus robur L.) – gatunek typowy dla rodzaju dębów, obejmującego drzewa liściaste z rodziny bukowatych (Fagaceae). Występuje naturalnie w niemal całej Europie (z wyjątkiem północnej Skandynawii), na Kaukazie oraz w Azji Zachodniej. W Polsce jest bardziej pospolity od dębu bezszypułkowego. Ceniony jest w przemyśle drzewnym (ze względu na wytrzymałe, twarde i trwałe drewno) oraz leśnictwie. Jest gatunkiem długowiecznym – żyje ponad 1000 lat. Jest jednym z najbardziej charakterystycznych drzew w europejskim krajobrazie. Ze względu na okazałe rozmiary, jakie osiąga, sprawia majestatyczne wrażenie i dlatego odgrywa istotną rolę w symbolice i kultach religijnych. Jest symbolem długowieczności, dostojeństwa i siły. Stare okazy często chronione są jako pomniki przyrody. Jest gatunkiem kluczowym.

## Rozmieszczenie geograficzne
Zasięg występowania dębu szypułkowego obejmuje niemal całą Europę. Gatunek rośnie także na Kaukazie oraz w Azji Zachodniej. W Europie występuje w takich państwach jak Portugalia, Hiszpania, Francja, Irlandia, Wielka Brytania, Norwegia, Szwecja, Finlandia, Dania, Holandia, Belgia, Niemcy, Polska, Czechy, Słowacja, Węgry, Austria, Szwajcaria, Włochy, Słowenia, Chorwacja, Bośnia i Hercegowina, Serbia, Czarnogóra, Albania, Macedonia Północna, Grecja, Bułgaria, Rumunia, Mołdawia, Ukraina, Białoruś, Litwa, Łotwa, Estonia i Rosja (jej europejska część, Dagestan i Kaukaz Północny). W Azji został zaobserwowany w Gruzji, Armenii, Azerbejdżanie, Turcji oraz Iranie. Na północy jest spotykany do 63° szerokości północnej – jest nieobecny na północnym skraju Szkocji, w północnej Norwegii, Szwecji i Rosji, kwestionowane jest jego występowanie w Finlandii. Na południu swoim zasięgiem obejmuje północną część Półwyspu Iberyjskiego, Półwyspu Apenińskiego oraz część Półwyspu Bałkańskiego. Na wschodzie jego zasięg sięga po góry Ural. W Polsce jest rozprzestrzeniony niemal na całym obszarze państwa jedynie w Tatrach i na Podhalu nie rośnie w stanie naturalnym. We Francji jest spotykany na terenie całego kraju. W Szwajcarii jest powszechny na Wyżynie Szwajcarskiej, w kantonach Genewa, Ticino i Vaud oraz nieco rzadziej dolinach górskich. We Włoszech rośnie na terenie całego kraju, oprócz Sycylii.

## Morfologia

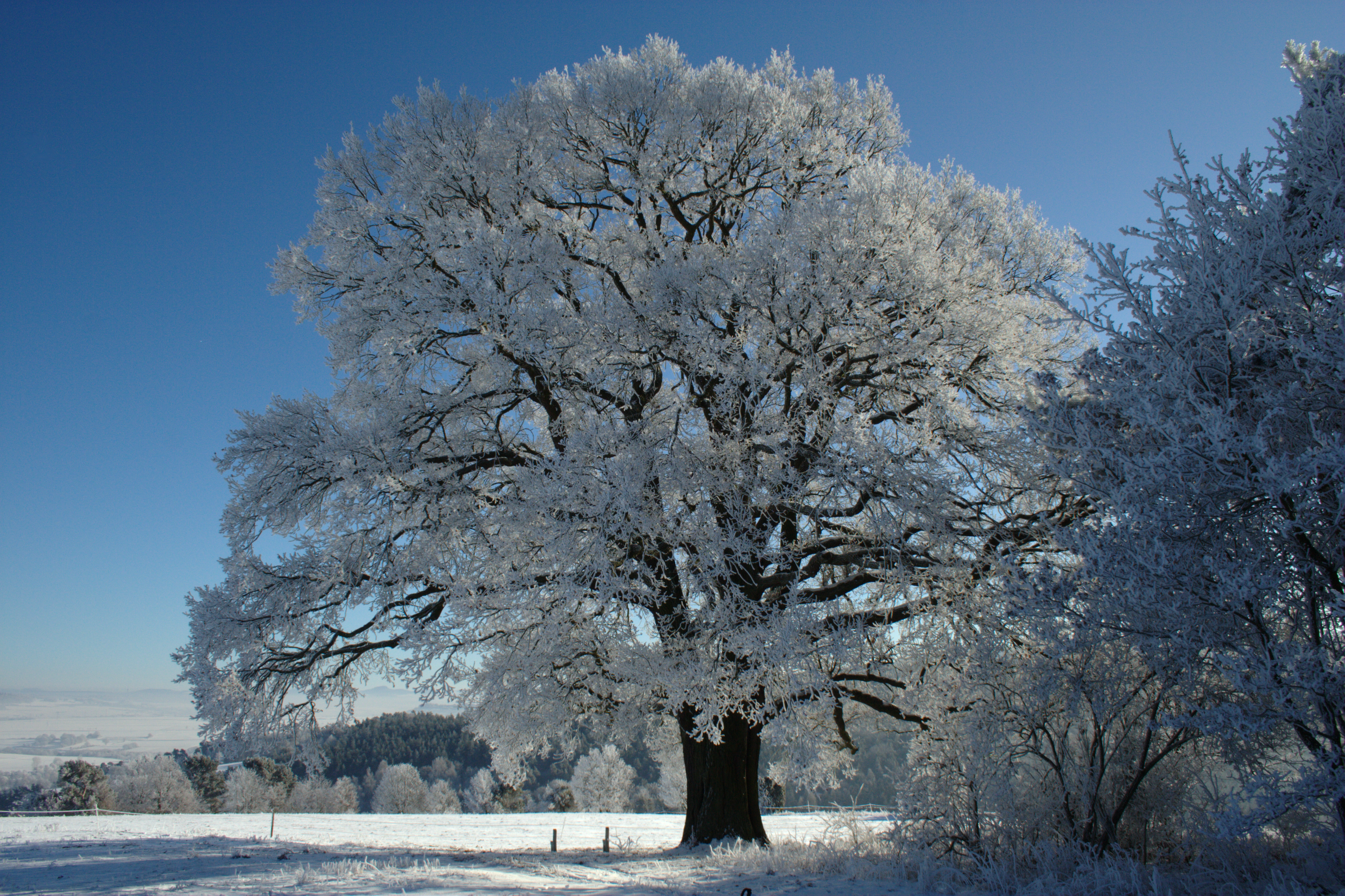
Pokrój zimą

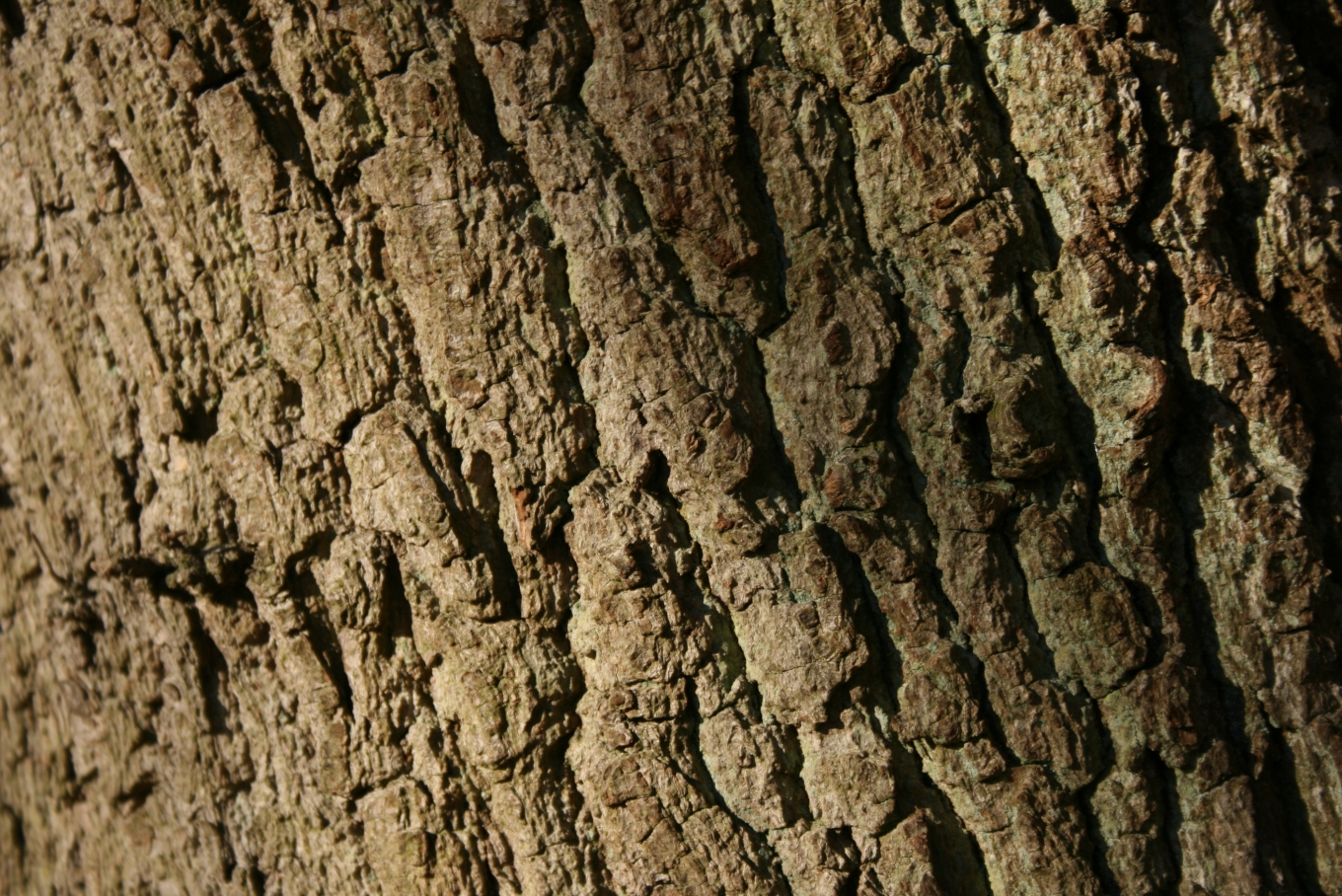
Kora

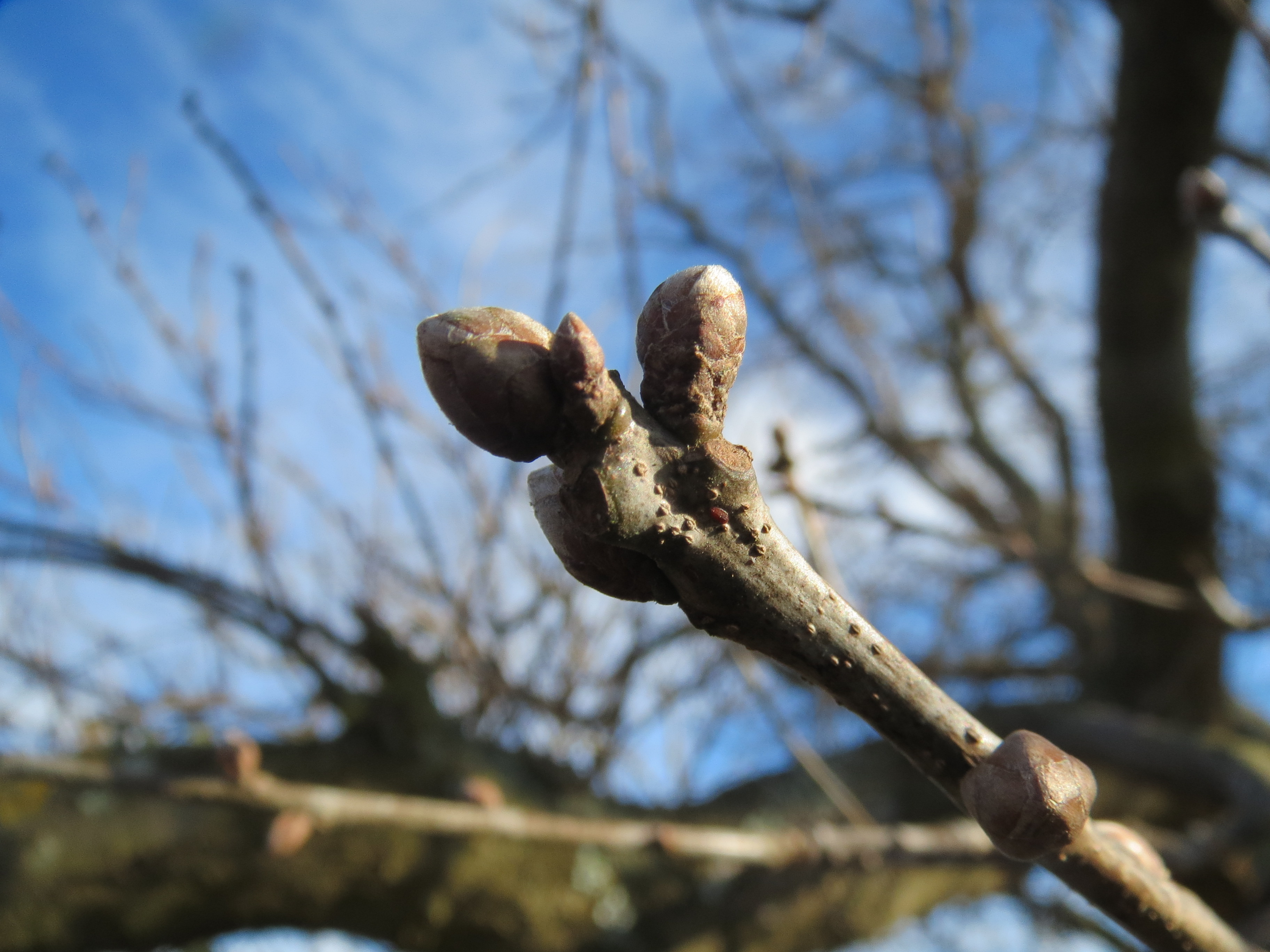
Pąki

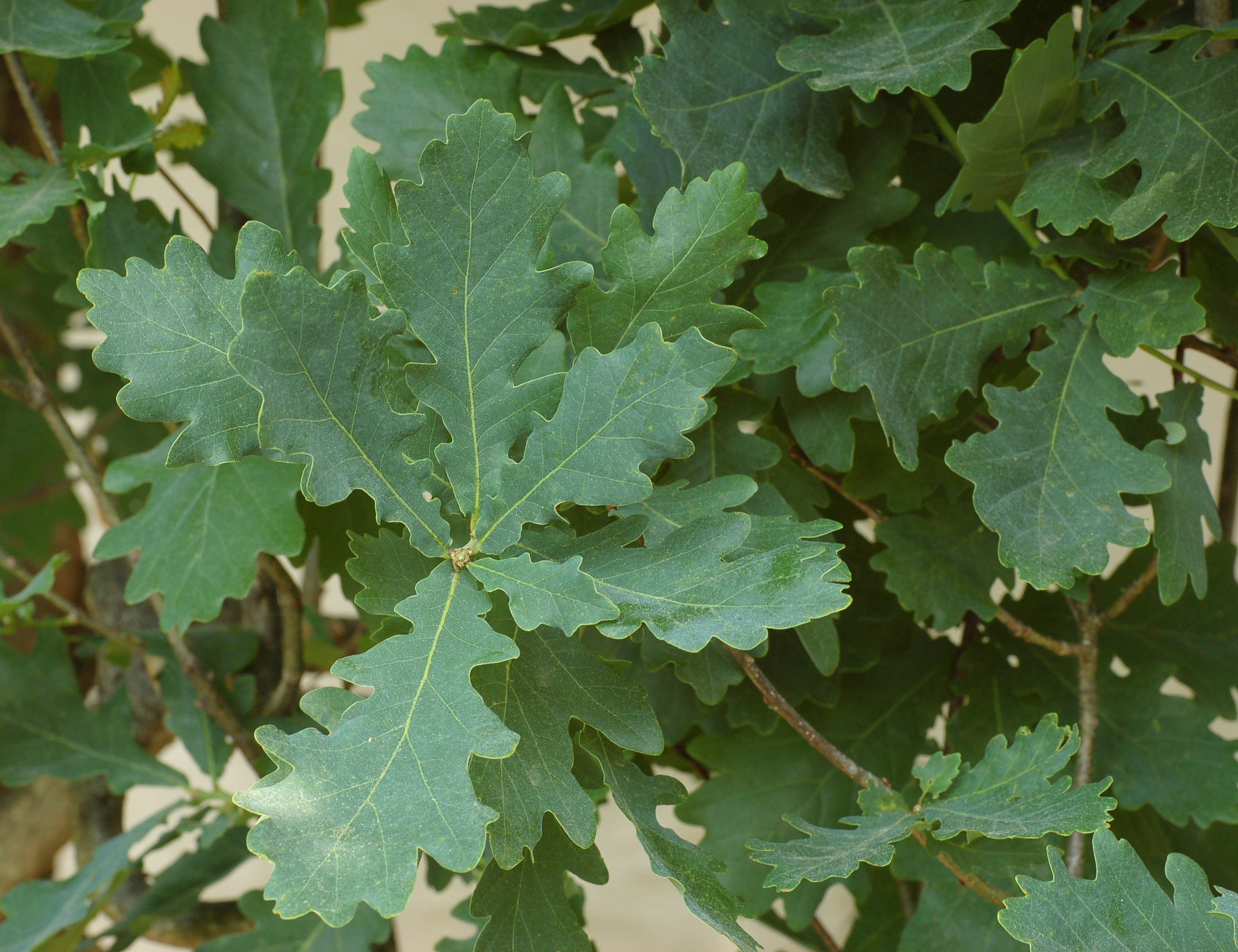
Liście

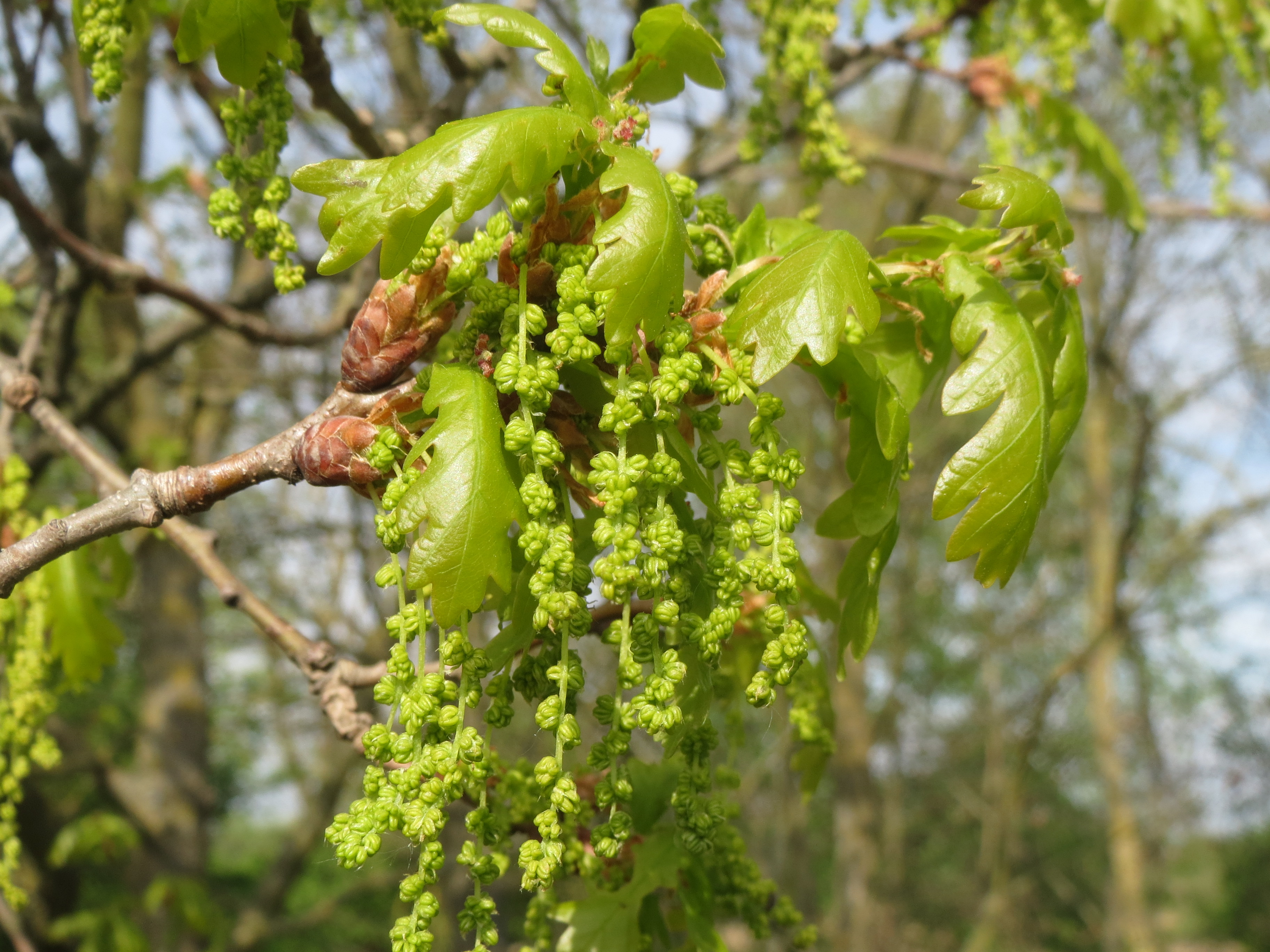
Kwiatostany męskie

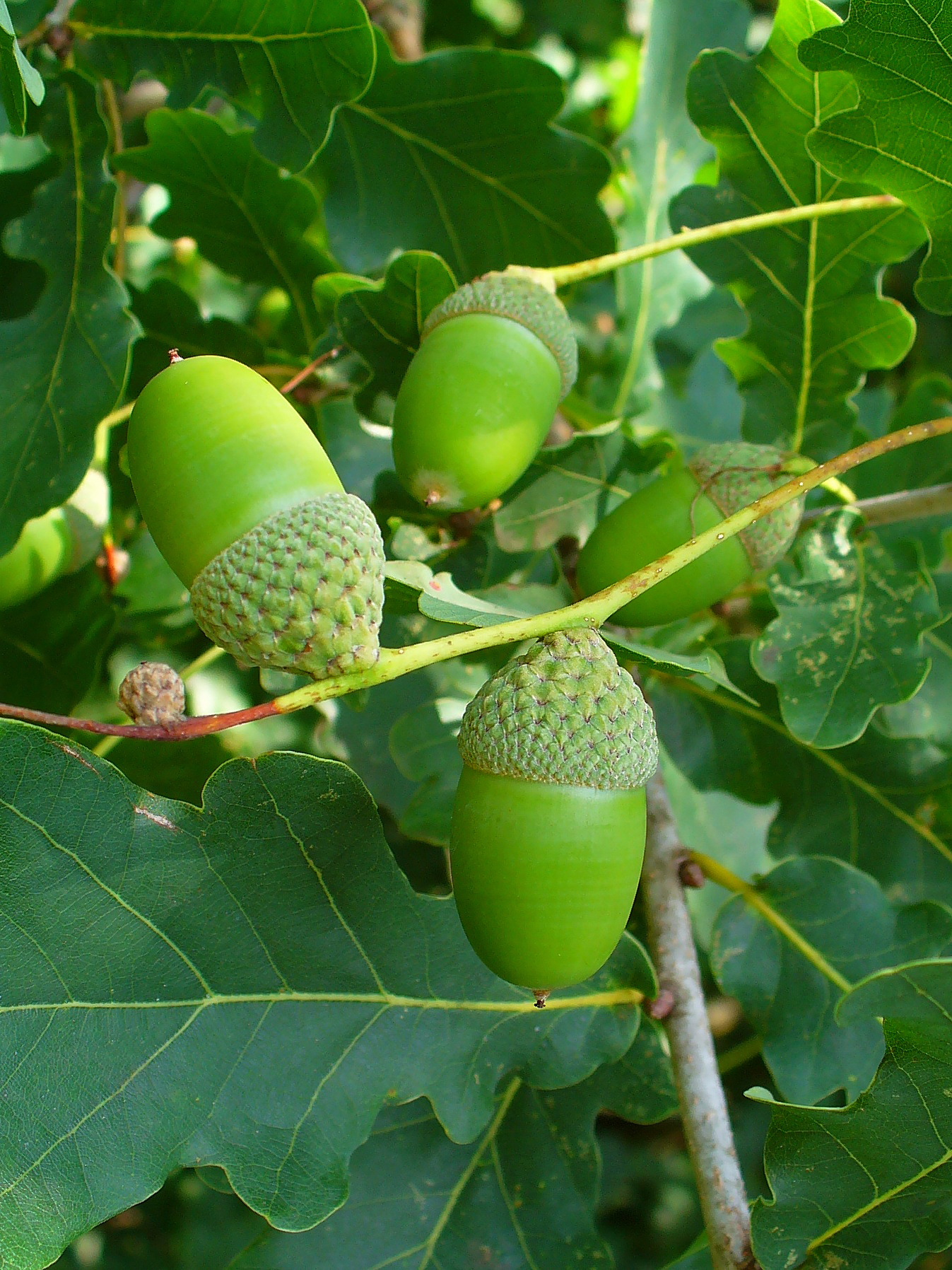
Żołędzie osadzone są na długich szypułkach

PokrójZrzucające liście drzewo dorastające do 38 m wysokości (czasami nawet do 50 m). Korona drzewa jest szeroka, nieregularna i rozgałęziona, jednak generalnie solitery mają koronę szerokostożkowatą i nisko osadzoną, natomiast w drzewostanach – jajowatą lub cylindryczną oraz osadzoną wyżej na pniu.
Pień i pędyDrzewo rosnące swobodnie ma krótki pień dochodzący do 2–3 m średnicy. Konary są grube, nisko osadzone i rozłożyste. Drzewa rosnące w gęstych drzewostanach mają pień walcowaty z wysoko osadzonymi i niezbyt rozbudowanymi koronami. Kora ma barwę od bladoszarej do ciemnobrązowej, początkowo jest gładka, lecz wcześnie zaczyna być pokryta regularnymi, podłużnymi bruzdami. Warstwa kory ma grubość kilku centymetrów, na starych drzewach może dochodzić nawet do 15 cm. Pędy mają szarą, brązową lub czerwonobrązową barwę, są nagie, połyskujące, a ich rdzeń jest pięciokątny. Barwa jest zmienna w zależności od nasłonecznienia – od szarej w miejscach nasłonecznionych do oliwkowozielonych od spodu. Młode pędy są słabo kanciaste, grube, chropowate i nieco błyszczące. Międzywęźla na pędach są krótkie i nagie, ewentualnie najmłodsze części bywają nieznacznie owłosione.
PąkiPąki skrętoległe (2/5), krótkie, jajowate, najczęściej słabo zaostrzone na wierzchołku, na przekroju poprzecznym mają kształt zbliżony do pięciokąta. Łuski są brązowe, czarno obrzeżone, na końcach czarne, szaro owłosione. Pąk szczytowy ma pomarańczowobrązową barwę i okrągławy kształt. Otoczony jest zwykle kilkoma pąkami bocznymi, które osadzone są na pędzie płytko i wyraźnie odchylone są od pędu.
LiścieUłożone są skrętolegle, wyrastają w pękach. Blaszka liściowa jest skórzasta, nieregularna, asymetryczna i ma w zarysie eliptyczny lub odwrotnie jajowaty kształt (nieco szersza przy wierzchołku). Mierzy 5–18 cm długości (średnio 11–12 cm) i szerokość 2,5–12 cm (średnio 6–7 cm), jest z 4–7 parami nieregularnych, zaokrąglonych klap na brzegu (klapy są ostro zakończony tylko u siewek), ma uszkowatą nasadę (dwie małe klapy okalają ogonek) i zaokrąglony (lub nawet wycięty) wierzchołek. Górna powierzchnia jest naga, połyskująca i ma ciemnozieloną barwę, natomiast od spodu jest żółtawozielona albo niebieskawozielona i naga (mogą jednak się zdarzać pojedyncze włoski). Mają 57 par żyłek drugorzędnych dochodzących do szczytów klap i głębokich, wąskich wcięć między nimi. Ogonek liściowy jest krótki (zazwyczaj nie przekracza 7 mm długości), nagi, półkolisty w przekroju, o żółtawej barwie.
KwiatyRozdzielnopłciowe. Kwiaty męskie są zebrane w długie, luźne, zwisające, nieciągłe kotki o barwie od żółtej do bladozielonej (pomarańczowieją, gdy pojawią się liście) i długości 2–6 cm. Osie kwiatostanów są nagie. Wyrastają po 2–3 z pąków bocznych zeszłorocznych pędów. Ich okwiat składa się z 6–8 listków. Mają od 5 do 8 nagich pręcików. Zgrupowane po kilka sztuk i wyrastające z pąków bocznych zeszłorocznych pędów. Kwiaty żeńskie są niepozorne, rozwijają się na szczytach tegorocznych pędów, zebrane po 2–5 w kwiatostany na długich szypułkach. Okwiat złożony jest z 6 małych, bezwłosych listków. Okrągła zalążnia okryta jest łuskami kupuli. Owocolistki są krótkie, zwieńczone spłaszczonymi, potrójnie klapowanymi znamionami. Kiedy kwiat zostaje zapłodniony, zalążnia zaczyna się rozrastać razem w kupuli (zalążnia powiększa się jednak szybciej od miseczki).
OwoceOrzechy potocznie nazywane żołędziami dorastają do 1,5–3,5 cm długości oraz 1,5–2 cm szerokości, są gładkie, początkowo mają zieloną barwę, lecz gdy dojrzewają, zmieniają kolor na brązowy, z charakterystycznymi paskami (są one widoczne tylko na świeżych żołędziach – gdy wyschną zanikają, lecz po ich namoczeniu ponownie się ukazują). Ich kształt jest zmienny – od jajowatego do podługowatego, z ostrym wyrostkiem na szczycie. Zebrane są po 1–3 na smukłych, giętkich szypułkach o długości 5–12 cm. Osadzone są w półokrągłych, nagich, zielonych kupulach do mniej więcej ⅓ ich długości. Kupula ma trójkątne, ściśnięte, lekko owłosione łuski. Żołędzie oddzielają się od miseczki, gdy dojrzeją. Masa 1000 szt. żołędzi to 2–7 kg (przeciętnie 4 kg). W jednym kilogramie mieści się ich 145–500 sztuk.
KorzeńPoczątkowo korzeń jest palowy, lecz dopiero z wiekiem (30–50 lat) wykształca się typowy dla dębu ukośny system korzeniowy, sięgający na głębokość nawet 5 m. Dzięki temu drzewo jest odporne na silne wiatry. Oprócz tego może czerpać wodę i sole mineralne z głębokich warstw podłoża. Na glebach płytkich rozwija powierzchniowy system korzeniowy. W takich warunkach nie jest odporny na wiatry. Na włośniczkach dębu występuje mykoryza.
Gatunki podobneRoślina jest podobna do dębu bezszypułkowego (Q. petraea), od którego różni się blaszką liściową o uszkowatej nasadzie oraz żołędziami osadzonymi na długich szypułkach. Ponadto w Europie kwitnie najczęściej 2 tygodnie po dębie bezszypułkowym, co zmniejsza szanse na krzyżowanie się tych dwóch gatunków. Dodatkowo Q robur preferuje stanowiska bardziej wilgotne od Q. petraea. Może być mylony także z dębem burgundzkim (Q. cerris), którego pąki opatrzone są długimi, frędzelkowatymi przylistkami. Tylko dąb szypułkowy i dąb zębaty (Q. dentata) mają blaszkę liściową o uszkowatej nasadzie. Roślina przypomina także gatunek Q. pyrenaica, który różni się dłuższą blaszką liściową z nieco puszyście omszoną górną powierzchnią.

## Biologia i ekologia
Występuje zarówno w klimacie morskim, jak i kontynentalnym. Występuje od 7. do 10. strefy mrozoodporności. Dobrze znosi niskie temperatury, lecz jest wrażliwy na późne przymrozki. Okres wegetacyjny dla dębu szypułkowego wynosi co najmniej 130–140 dni. Rośnie głównie na równinach, a w obszary górskie wkracza zwykle dolinami. Występuje na wysokości do 1300 m n.p.m. W południowej Polsce występuje do wysokości 600 m n.p.m. – powyżej spotkać można tylko pojedyncze okazy (na dużych wysokościach skarłowaciałe). Najwyżej odnotowane występowanie w Polsce (Karkonosze) to 925 m n.p.m. We Włoszech występuje do 800 m n.p.m. Najwyżej odnotowany w Europie w Alpach (1420 m n.p.m.), w Azji na Kaukazie w podgatunku pedunculiflora – 1800 m n.p.m.
Dąb ma o wiele mniejszą zdolność tworzenia specjalnych zespołów roślinnych niż buk. Jest gatunkiem wyróżniającym dla: podzwiązku Ulmenion minoris, zespołu Ficario-Ulmetum minoris, dla grupy zespołów dąbrów niżowych na glebach wilgotnych, zespołu Betulo pendulae-Quercetum roboris, dla dąbrów podgórskich na glebach oglejonych, borów mieszanych, zespołu Calamagrostio villosae-Pinetum i Frangulo-Rubetum plicati. Występuje w lasach mieszanych – często z grabem w grądzie lub sosną w borach mieszanych. Czasem tworzy dąbrowy (Quercetum). Często występuje przy ciekach wodnych oraz na rozlewiskach w dolinach dużych rzek, gdzie wchodzi w skład łęgów. Na wilgotnych piaskach przybiera karłowaty, niski i krzywy pokrój. W Polsce największe skupiska tego gatunku to Puszcza Białowieska, Puszcza Borecka, dolina Odry na Nizinie Śląskiej oraz Dąbrowy Krotoszyńskie, lasy czeszewskie i czerniejewskie na Nizinie Południowowielkopolskiej. Niektóre dęby w Puszczy Białowieskiej osiągają wysokość 43 m (pierśnica do 3 m) i są uważane za jedne z najwyższych przedstawicieli swego gatunku.
Jest drzewem światłolubnym. Tylko młode sadzonki (do 2–3 lat) tolerują zacienienie, później pędy przewodzące zasychają, a z pąków śpiących w szyjce korzeniowej rozwijają się nowe pędy. Wówczas przybierają one postać krzewów. Jeśli okaz dłużej znajduje się w cieniu drzewostanu, może on wytrwać przez dłuższy okres w postaci małego drzewka o parasolowatej koronie. Gdy zostanie odsłonięty, rozpoczyna pionowy wzrost. Dąb szypułkowy dobrze znosi zacienienie boczne, jednak jest wrażliwy na ocienienie górne.
Rośnie na żyznych, świeżych, głębokich, bogatych w związki mineralne i organiczne glebach. Preferuje podłoże gliniaste, mulaste, piaszczyste czy torfowe. Najlepiej rośnie na glebach o obojętnym odczynie kwasowości. Dobrze znosi okresowe zalewanie. Liczba chromosomów: 2n = 24.

### Rozwój

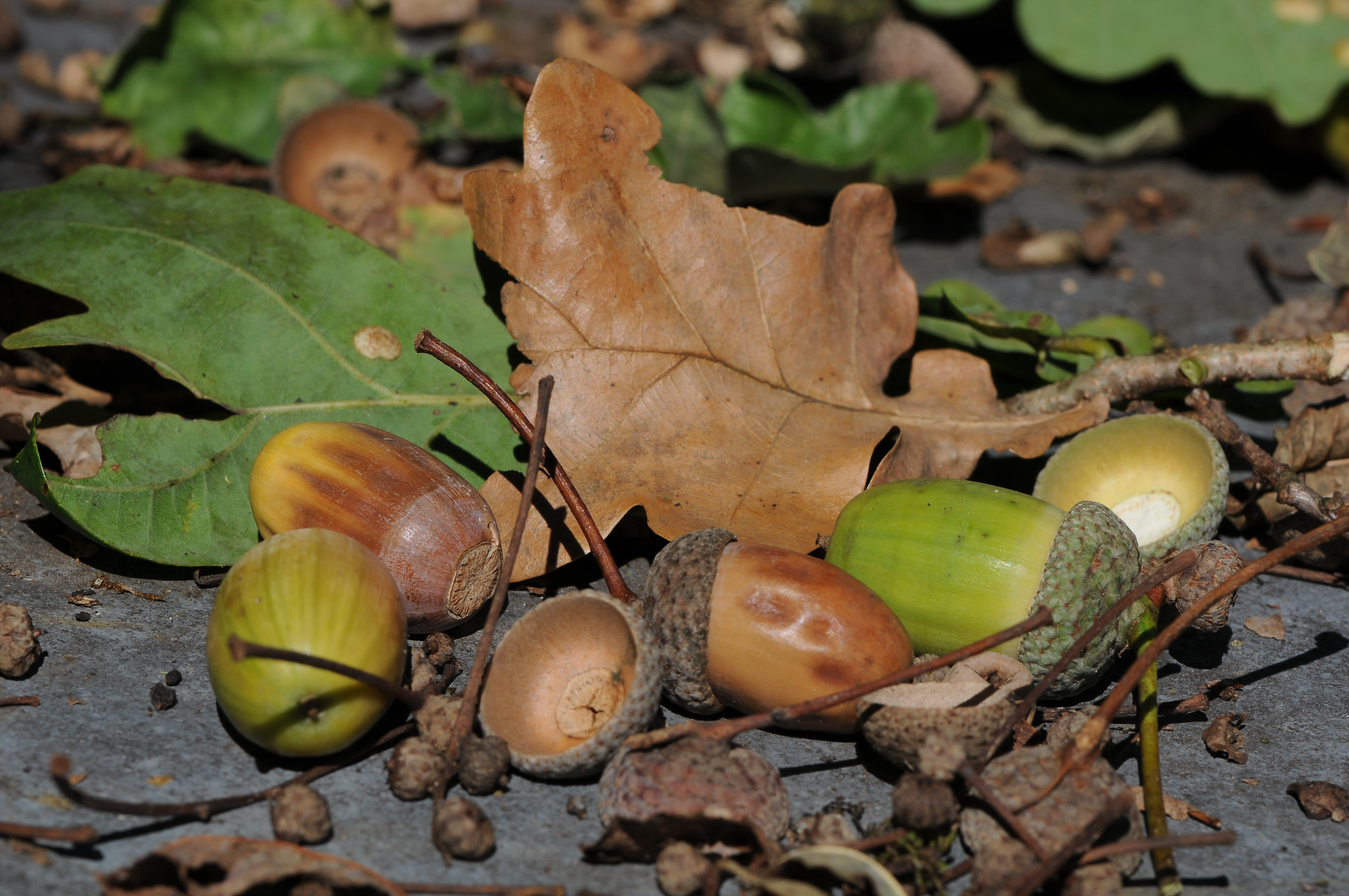
Dojrzałe żołędzie szybko opadają na ziemię

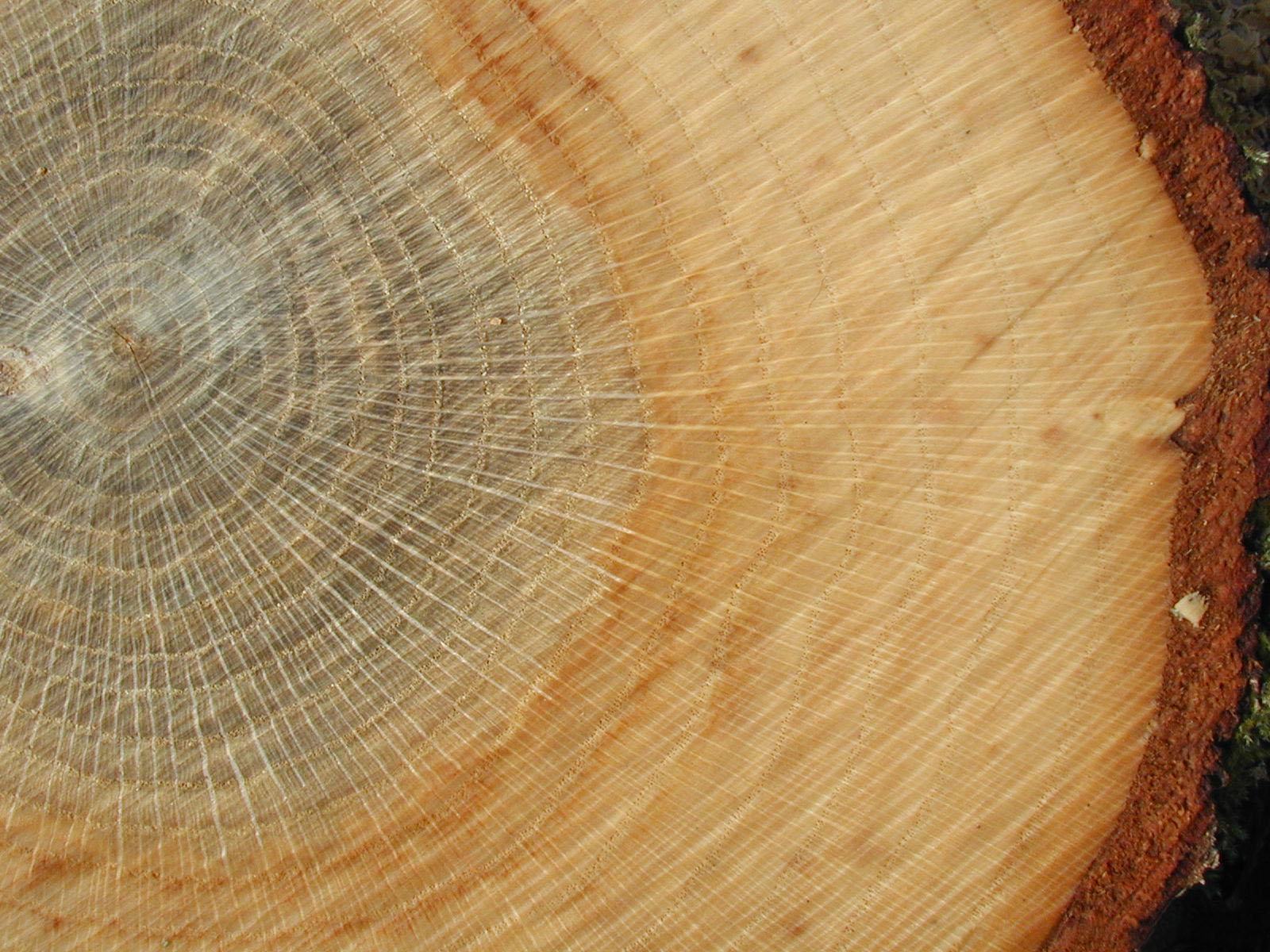
Fragment przekroju poprzecznego przez pień

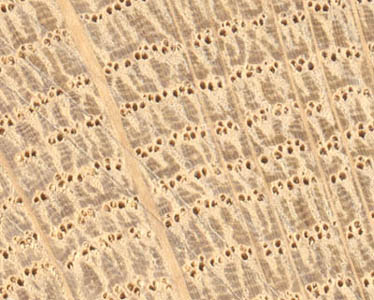
Promień drzewny

Kwitnie od kwietnia do maja (w zależności od warunków klimatycznych), wraz z rozwojem liści. Jest rośliną wiatropylną. Dąb szypułkowy rosnący jako soliter zaczyna kwitnąć i owocować w wieku 40–50 lat, w drzewostanie później – między 60 a 80 rokiem życia. Żołędzie dojrzewają od września do października i natychmiast opadają. Pierwsze opadają owoce uszkodzone przez owady i nadpsute, później zdrowe. Zdolność kiełkowania świeżych żołędzi dochodzi do 70% (przy wysiewie wiosennym wynosi 50–60%). Nasiona kiełkują liścieniami w glebie (rzadko zdarza się, by wyrastały na powierzchnię). Zawsze pozostają w łupinie. Siewka jednoroczna ma liście delikatne o blaszce liściowej nieco klapowanej na brzegu. Lata nasienne u dębu szypułkowego powtarzają się co 4–6 lat, a na granicach jego zasięgu – jeszcze rzadziej. Ogranicza to populacje organizmów żywiących się żołędziami.
Jest drzewem długowiecznym – zdarzają się osobniki dożywające ponad 1000 lat. W pierwszych latach charakteryzuje się powolnym tempem wzrostu. Dopiero około 10 roku życia zaczyna szybciej rosnąć i osiąga kulminację między 60 a 70 rokiem. Później tempo wzrostu słabnie, lecz utrzymuje się do około 100–120 lat.
Przez pierwsze 5–8 lat przyrasta wolno (10–20 cm rocznie) osiągając w 5 lat około 80 cm. W pierwszych dwóch latach przewaga wzrostu korzenia nad pędem, we wszystkich aspektach jest największa spośród drzew europejskich. Po wyrośnięciu nad trawy i zgryzanie, przyrost zwiększa się nawet do pół metra rocznie. W wieku 10 lat może osiągnąć wysokość nawet trzech metrów, a na siedliskach słabszych 180 cm. Największy przyrost przeciętnej wysokości występuje w wieku 36–40 lat. Później maleje, a w wieku 100–120 lat prawie ustaje, chociaż może trwać nawet do lat dwustu. Pęd główny młodych dębów przyrasta cyklicznie w okresie wegetacyjnym. Może być nawet 4–5 cykli przyrostowych w sezonie. W Polsce są przeważnie dwa cykle: majowy – wiosenny, podczas którego wykorzystywane są składniki zapasowe z poprzedniego okresu wegetacyjnego, oraz świętojański – letni. U drzew starszych liczba przyrostów letnich maleje z wiekiem, aż w końcu ustaje prawie zupełnie. Przyrost pnia na grubość trwa jednak dalej.

### Drewno
Dąb ma drewno pierścieniowonaczyniowe, z dobrze widocznymi słojami rocznymi. Jego średnia gęstość wynosi 0,74 g/cm³. Jest zróżnicowane na biel i twardziel. Biel jest wąski i ma żółtawobiałą barwę, natomiast twardziel jest szeroka, jasno- lub ciemnobrązowa. Promienie drzewne są dwojakie – szerokie i wąskie, dobrze widoczne ludzkim okiem. W przekroju poprzecznym szerokie promienie drzewne przybierają formę matowych lub błyszczących promienistych smug, o barwie jaśniejszej od ogólnego tła drewna. W przekroju promieniowym promienie mają przedstawiają się jako długie i relatywnie szerokie wstęgi (w zależności od oświetlenia – ciemne i matowe lub jasne i błyszczące). W przekroju stycznym promienie występują w postaci pionowych wąskich prążków, nieco rozszerzonych pośrodku. Przewyższa ono wszystkie drzewa europejskie pod względem wytrzymałości i trwałości drewna. Najczęstsze wady drewna to krzywizny, nieregularny układ przyrostów rocznych, listwy mrozowe, przebarwienia, pęknięcia oraz chodniki owadzie i zgnilizny.
W słoju rocznym w fazie wczesnej występuje jeden lub zaledwie kilka rzędów szerokich naczyń tworzących pierścień. W fazie późnej część słoja złożona jest z licznych naczyń o małych średnicach, zgrupowanych w promieniowe szeregi, otoczone komórkami miękiszu. Drewno dębu szypułkowego odznacza się dobrymi właściwościami technicznymi – jest ciężkie, twarde, łupliwe i trwałe.
Drewno dębowe zatopione w bagnach, torfowiskach lub rzekach, po kilkuset latach przybiera czarną matową barwę i staje się bardzo twarde (tzw. „czarny dąb”). Jest to skutek reakcji garbników (w korze ich udział dochodzi do 18%) z solami żelaza rozpuszczonymi w wodzie. Pomimo tego traci niewiele ze swej wytrzymałości, zyskuje natomiast wysoką wartość i jest wykorzystywane przy produkcji mebli stylowych oraz w inkrustacjach i intarsjach. Jest trudniejsze w obróbce od drewna sezonowanego na powietrzu. Drewno dębowe użyte przy budowie Biskupina (gmina Gąsawa) zachowało się w bardzo dobrym stanie, a datowane jest na 747–722 r. p.n.e.
Właściwości fizyczne oraz skład chemiczny dębu szypułkowego i dębu bezszypułkowego są bardzo podobne.
Skład chemicznyceluloza – od 44,9 do 46,3%, hemicelulozy – od 17,5 do 25,5%, lignina – od 23,5 do 28,1%, garbniki – od 4 do 17%, substancje mineralne – od 0,3 do 0,7%.
Właściwości fizycznegęstość w stanie całkowicie suchym – 660 kg/m³, gęstość przy wilgotności 12–15% (tzw. drewno powietrzno-suche) – od 700 do 780 kg/m³ (drewno świeżo ścięte ok. 1080 kg/m³), skurcz w kierunku stycznym – od 7 do 12%.
Cechy makroskopowe drewnaWidoczne naczynia duże w drewnie wczesnym, w drewnie późnym występują naczynia małe zebrane w promieniowo zorientowane zgrupowania. Słoje roczne wyraźne. Występują promienie drzewne szerokie i jednorzędowe. Promienie drzewne szerokie, widoczne na wszystkich przekrojach, jednorzędowe niewidoczne.
Cechy mikroskopowe drewnaDrewno dębu składa się z naczyń, włókien drzewnych, cewek włóknistych, promieni drzewnych i z miękiszu drzewnego podłużnego.
Naczynia, które w drewnie wczesnym tworzą pierścień złożony z 1 do 4 rzędów, w strefie twardzieli są zamknięte wcistkami, a ich człony mają perforację prostą. Naczynia w drewnie późnym mają znacznie mniejszą średnicę, zebrane są w promieniowo zorientowane zgrupowania. Wymiary naczyń: długość członów 200–400 μm, średnica naczyń wczesnych 100–400 μm, późnych 10–50 μm. Udział naczyń w drewnie późnym 10–19%, w drewnie wczesnym 42–44%.
Włókna drzewne są grubościenne o długości 280–1600 μm, natomiast cewki włókniste kształtem i wymiarami zbliżone są do włókien drzewnych. Udział włókien drzewnych i cewek wynosi od 40 do 60%.
Promienie drzewne występujące w drewnie dębu mogą być jednorodne, jednowarstwowe (rzadziej dwuwarstwowe) i szerokie zbudowane z 10 do 30 komórek. Wąskie promienie drzewne przebiegające w pobliżu dużych naczyń są łukowato wygięte (promienie „omijają” naczynia), natomiast szerokie biegną po linii prostej (naczynia „omijają” promienie). Udział promieni drzewnych waha się w granicach 14–33%.
Miękisz drzewny podłużny występuje jako miękisz przynaczyniowy i pozanaczyniowy (rozproszony i styczny). W drewnie późnym widać nieregularne promieniowo położone pasemka, które są wynikiem zgrupowania się naczyń małych i miękiszu drzewnego. Udział miękiszu drzewnego wynosi 2,8–8,0%.

## Zmienność

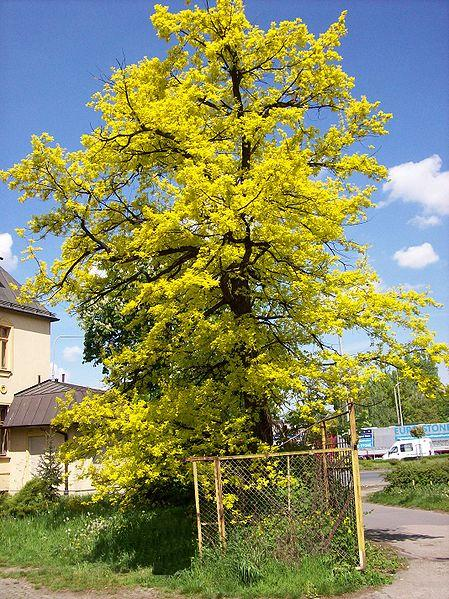
Odmiana 'Concordia'

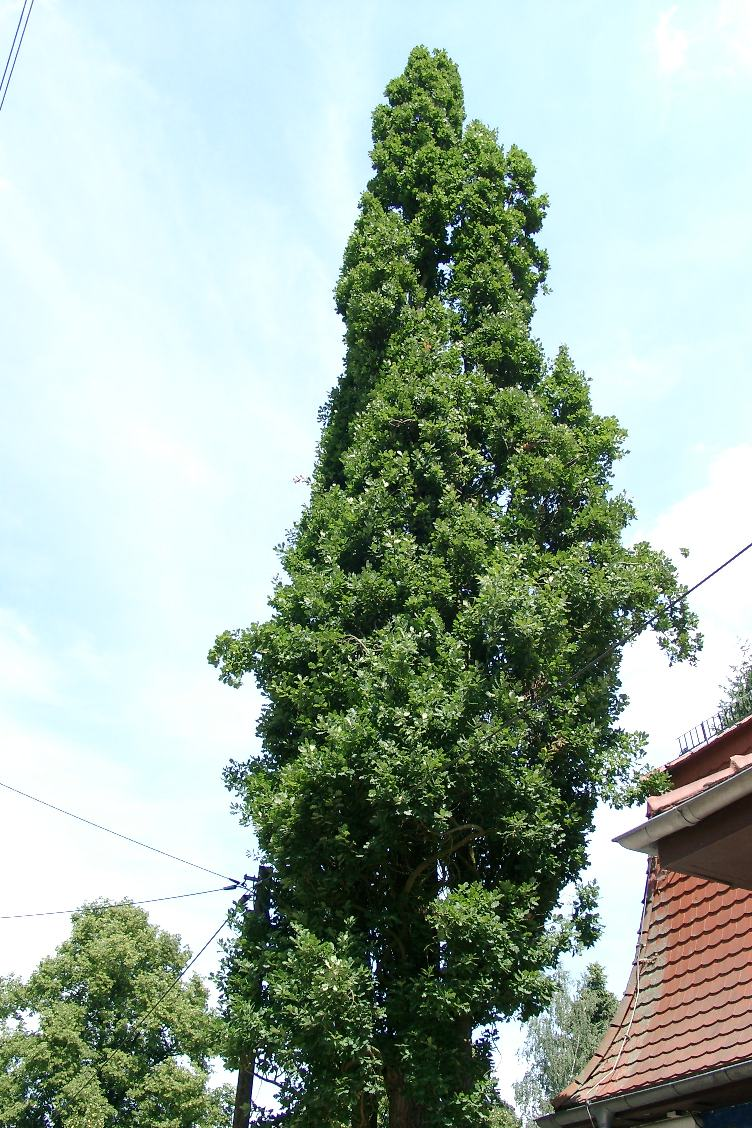
Odmiana 'Fastigiata'

Tworzy mieszańce z dębem bezszypułkowym (Quercus x rosacea Bechst.) o cechach pośrednich. Najłatwiej rozróżnić te dwa gatunki po kształcie i unerwieniu liści, oraz po długości szypułki. Pozostałe cechy są w dużej mierze zbieżne lub różnice pomiędzy nimi są mało widoczne i posłużenie się nimi może być zawodne przy próbie ustalenia gatunku. Krzyżuje się też z dębem omszonym. Może także tworzyć mieszańce z dębami obcymi – o blaszce liściowej z uszkowatą nasadą, lecz są zazwyczaj większy i z płyciej wciętymi klapami.

### Podgatunki
W obrębie tego gatunku oprócz podgatunku nominatywnego wyróżniono trzy podgatunki:
- Quercus robur subsp. brutia (Ten.) O.Schwarz – występuje w południowych Włoszech, blaszka liściowa jest omszona od spodu[7]
- Quercus robur subsp. imeretina (Steven ex Woronow) Menitsky – występuje w Gruzji[26]
- Quercus robur subsp. pedunculiflora (K.Koch) Menitsky – występuje we wschodnim Kaukazie. Liście o nieco skórzastej i odwrotnie jajowatej blaszce mierzącej 7–12 cm długości i 5–7 cm szerokości. Jej nasada jest uszata, a wierzchołek jest tępy, brzegi są nieco ząbkowane. Ogonek liściowy jest nagi i osiąga 3–4 mm długości[27]

### Kultywary
Ponadto znanych jest szereg odmian uprawnych:
- ‘Argenteomarginata’ (dąb szypułkowy paskowany) – o liściach ze srebrzystobiałą obwódką[28]
- ‘Argenteovariegata’ – wolno rosnąca o liściach mniejszych niż u typu, biało nakrapianych[potrzebny przypis]
- ‘Atropurpurea’ (dąb purpurowy, dąb krwisty)[28] – o karłowatym pokroju. Młode liście są jaskrawoczerwone, lecz później przebarwiają się na zielono[7]
- ‘Asplenifolia’ (dąb paprociolistny) – o jasnozielonych, głęboko powcinanych liściach[28]
- ‘Concordia’ (dąb złoty) – pokrój krzaczasty[28], liście początkowo mają żółtą barwę, lecz blakną w ciągu lata. Co prawda żółte młode liście można spotkać na różnych dębach, jednak nigdy nie będą tak równomiernie zabarwione jak u tej odmiany[7]
- ‘Cupressoides’ – cyprysowata. Okazy o wyjątkowo wąskiej sylwetce[potrzebny przypis]
- ‘Filicifolia’ – dorasta do 17 m wysokości. Pokrój jest luźne, rozpierzchły. Kora ma jasnoszarą barwę. Włoski na spodzie młodych liści mogą świadczyć o tym, że jest pochodną mieszańca Quercus x rosacea[7]
- ‘Fastigiata’ (dąb piramidalny)[28] – odmiana obecna w Polsce. Dorasta do 30 m wysokości, o stożkowym pokroju i zwartej koronie. Pędy są wzniesione i wyrastają z niemal pionowo ułożonych konarów. W porze zimowej przypomina topolę włoską (Populus nigra ‘Italica’), jednak ma grubsze i bardziej powyginane konary. Z kolei latem jest podobna do cyprysa wiecznie zielonego (Cupressus sempervirens)[7]
- ‘Pendula’ (dąb szypułkowy płaczący) – o zwisających gałęziach[28]
- ‘Pectinata’ (dąb grzebieniasty) – o liściach głęboko wcinanych i szerokim rozgałęzieniu[28]
- ‘Picta’ (dąb szypułkowy upstrzony) – o liściach z białymi plamami[28]
- ‘Pulverulenta’ (dąb omszony biało) – o liściach omszonych i plamistych[28]
- ‘Purpurascens’ – młode liście na wierzchu czerwonawe, potem ciemnozielone, wzrost normalny[potrzebny przypis]

## Zastosowanie

### Surowiec drzewny
Drewno dębowe było wykorzystywane w bednarstwie, kołodziejstwie i szkutnictwie. Wyrabiano z niego uchwyty, ramy i części narzędzi warsztatowych i rolniczych, stoły warsztatowe. Obecnie drewno tego gatunku ma zastosowanie w meblarstwie, stolarstwie wewnętrznym i zewnętrznym, ciesielstwie, w produkcji podłóg, schodów, podkładów kolejowych, słupów, klepek, uchwytów i części narzędzi.

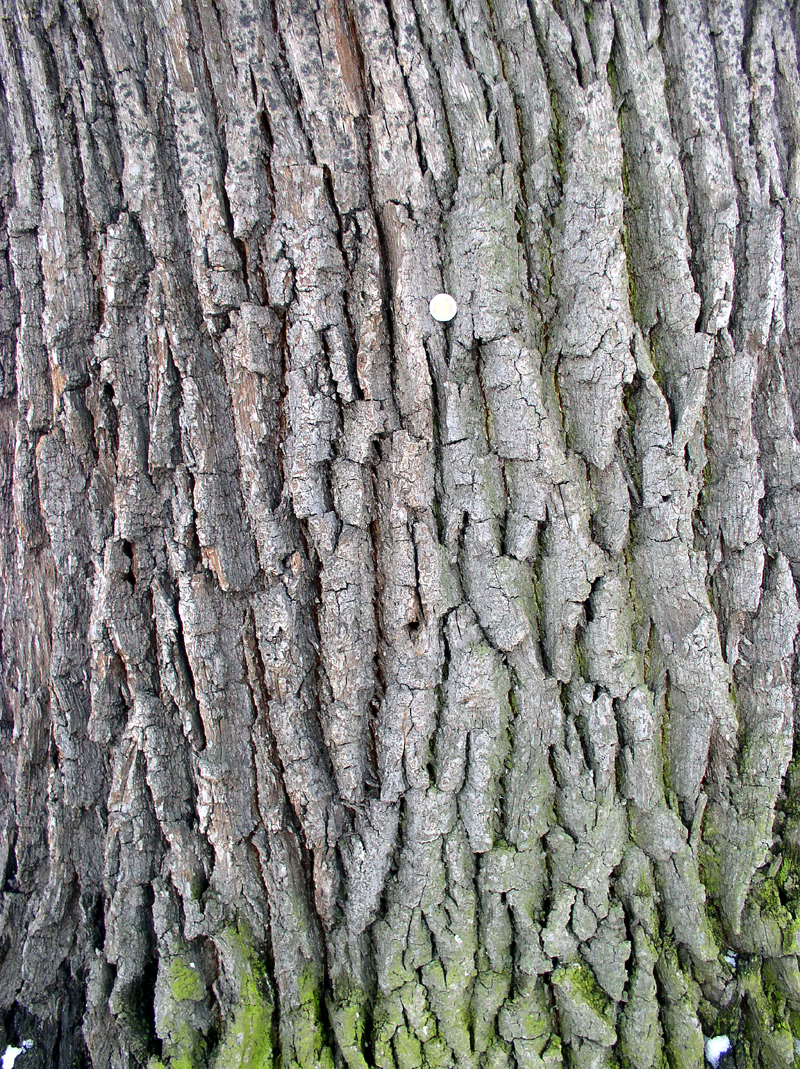
Kora dębu szypułkowego

### Roślina lecznicza
Surowiec zielarskiKora dębu – Cortex Quercus (również z dębu bezszypułkowego) o grubości 1–3 mm barwy jasnobrunatnej lub czerwonobrunatnej, gładka, ze srebrzystym połyskiem, niekiedy zielonawa wskutek obecności glonów. Surowiec powinien zawierać nie mniej niż 3% garbników skondensowanych, w przeliczeniu na pirogalol. Wyizolowano również kilka elagotanin i protoantocyjanidyn: katalginę, weskolaginę i pedmolaginę. W starszych lub dłużej składowanych korach tworzą się nieczynne i nierozpuszczalne w wodzie flobafeny. Zawartość garbników w dużym stopniu zależy od czasu zbioru i wieku gałązek.
DziałanieKora dębu jest typowym surowcem garbnikowym znanym jako środek ściągający (łac. adstringens). Odwar stosuje się do płukanek, okładów i obmywań przy stanach zapalnych skóry, błon śluzowych, nadmiernej potliwości, odmrożeniach i lekkich oparzeniach. Występuje też w tabletkach na biegunkę, gdyż garbniki katechinowe wiążą się z grupami aminowymi białek i tworzą na powierzchni błony śluzowej jelita warstwę ochronną, która utrudnia przenikanie wody do światła jelita i zostaje osłabiony ruch perystaltyczny. Posiada właściwości ściągające, przeciwzapalne, bakteriobójcze oraz przeciwbiegunkowe.
Dawkowanie i przeciwwskazaniaDoustnie w odwarach stosuje się dawki jednorazowe w ilości 3 g na dobę. Zewnętrznie używa się od 5 do 10 gramów surowca. Nie należy stosować doustnie w stanach zapalnych błony śluzowej żołądka i łącznie z preparatami zawierającymi alkaloidy, sole żelaza i magnezu. Surowiec nie wykazuje działania alergizującego.
Zbiór i suszenieKorę zdejmuje się (nacinanie tylko nierdzewnym nożem) na wiosnę przed rozwojem liści z młodych gałęzi (mających 3–5 lat), o grubości do 4 cm, posiadającą lśniącą korę. Surowiec pozyskiwany jest przy okazji zrębów, trzebieży i prześwietlania młodych lasów. Kora suszona jest w temperaturze do 35 °C w cieniu. Czas przechowywania – do 2 lat.

### Inne zastosowania

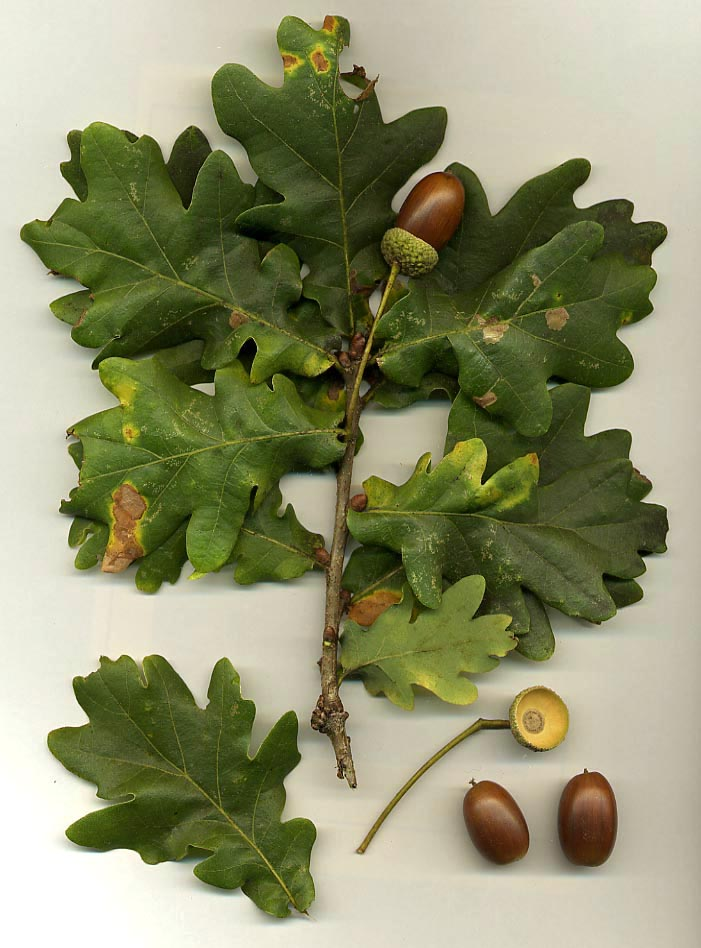
Liście i owoce

- Galasy: narośla na liściach wywołane przez kilka gatunków błonkówek z rodziny galasówkowatych (np. galasówka dębianka (Cynips quercus-folii)) mają wysoką zawartość taniny, dawniej wykorzystywane do produkcji atramentu oraz w medycynie ludowej.
- Garbarstwo: dawniej ‘dębienie’. Wykorzystywano w nim głównie korę dębową, ze względu na wysoką zawartość garbników. W celu uzyskania surowca zakładano drzewostany, w których okorowywano dęby już po 12–15 latach.
- Żołędzie:
  - Ważny składnik pokarmowy wielu zwierząt leśnych – ssaków (dzik, żołędnica europejska, koszatka leśna) i ptaków (sójka, głuszec, grubodziób). W średniowieczu wartość dąbrowy nie zależała od ilości drewna znajdującego się w lesie, ale od liczby świń, które był w stanie wyżywić las. Pierwsze zakładane w Europie lasy (były wysiewane) stanowiły pastwiska dla świń, a nie plantacje drzew. Na utuczenie jednego wieprza potrzeba było 25 dorosłych dębów.
  - Dawniej po wysuszeniu, zmieleniu i odpowiednim przygotowaniu używane jako surogat (namiastka) kawy. Prażone żołędzie były także czasem wykorzystywane do wyrobu wódki, a w okresach nieurodzaju zmielone, dodawano do mąki.
- Roślina ozdobna: niektóre odmiany są bardzo dekoracyjne. Często sadzony jako drzewo pamiątkowe, żyje najdłużej z krajowych drzew liściastych. Dobrze znosi cięcie, dzięki czemu może być stosowany na żywopłoty i formowane szpalery. Wykorzystywany także do obsadzania parków, osiedli oraz do nasadzeń przydrożnych.

## Szkodniki
Z dębami związanych jest około 1200 gatunków roślinożernych owadów. Wybrani przedstawiciele:

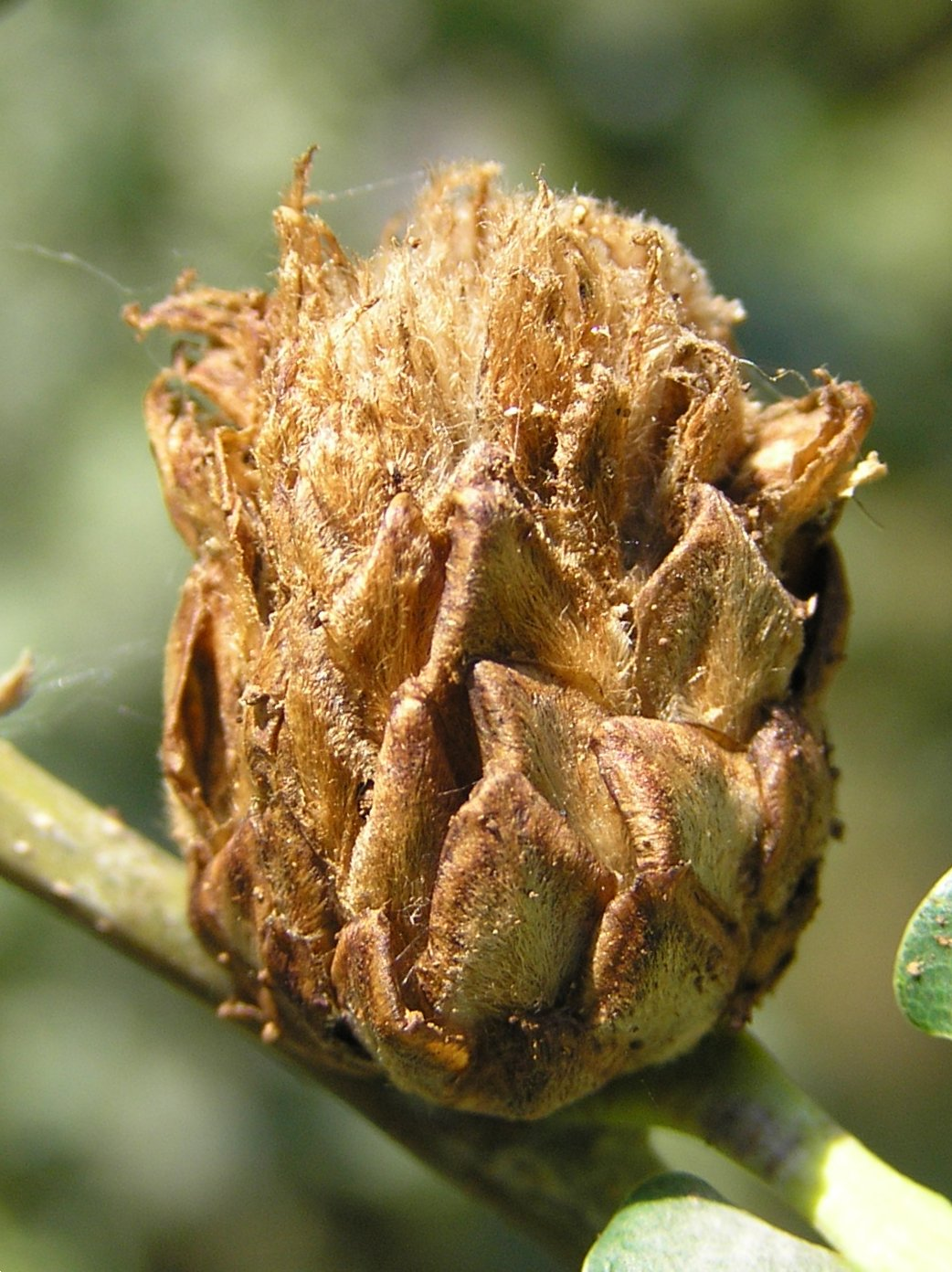
Szyszkowaty twór letyńca

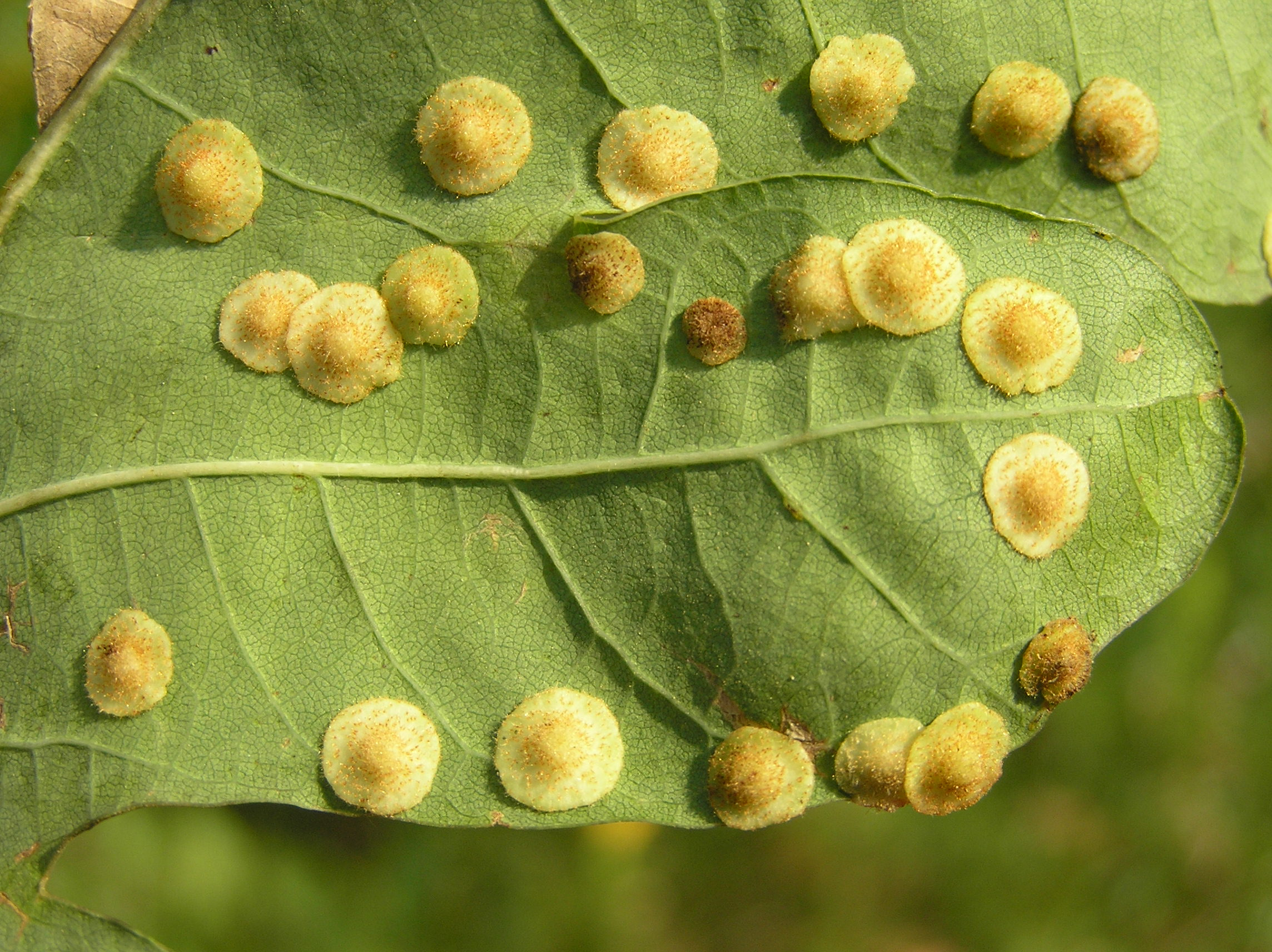
Galasy rewisia dębowego

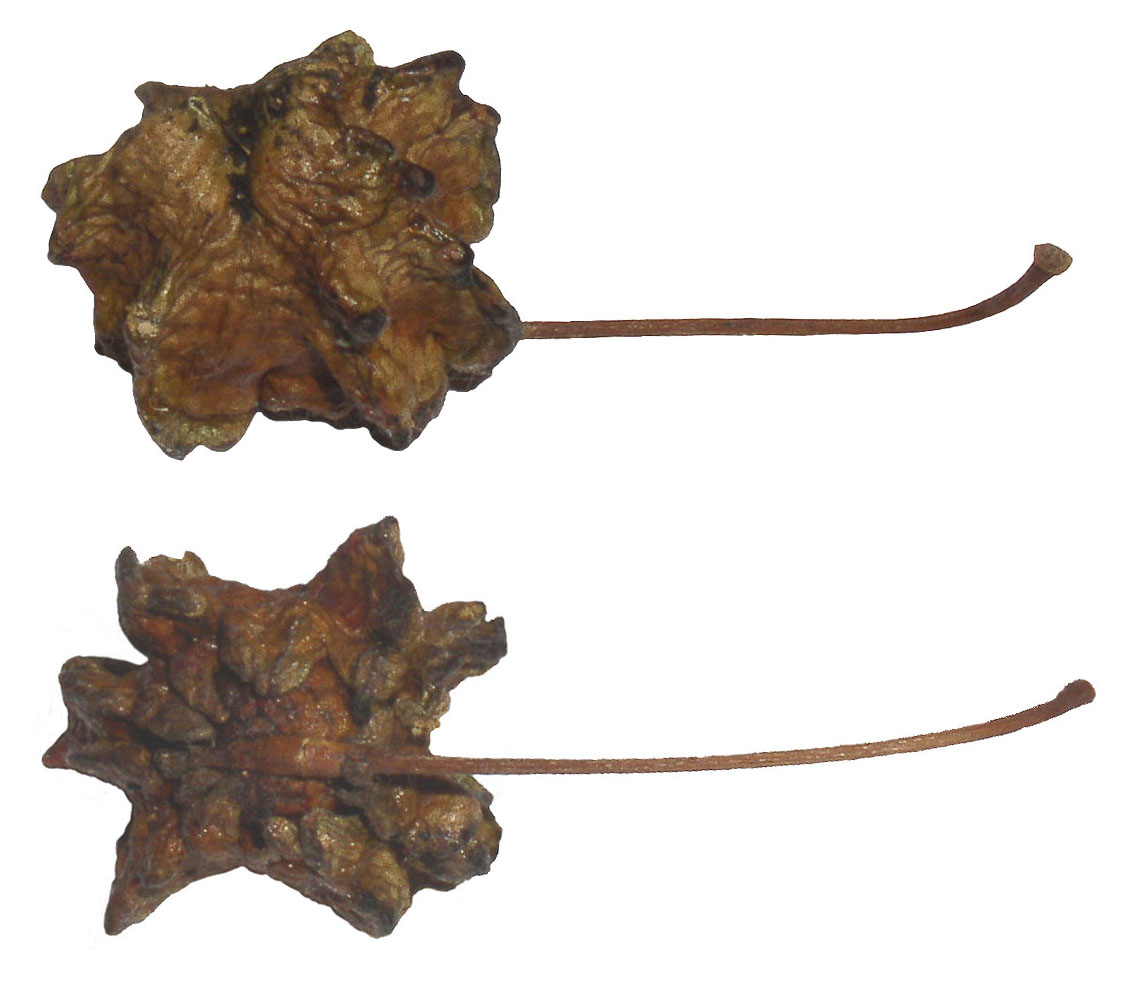
Żołędzie zdeformowane przez Andricus quercuscalicis

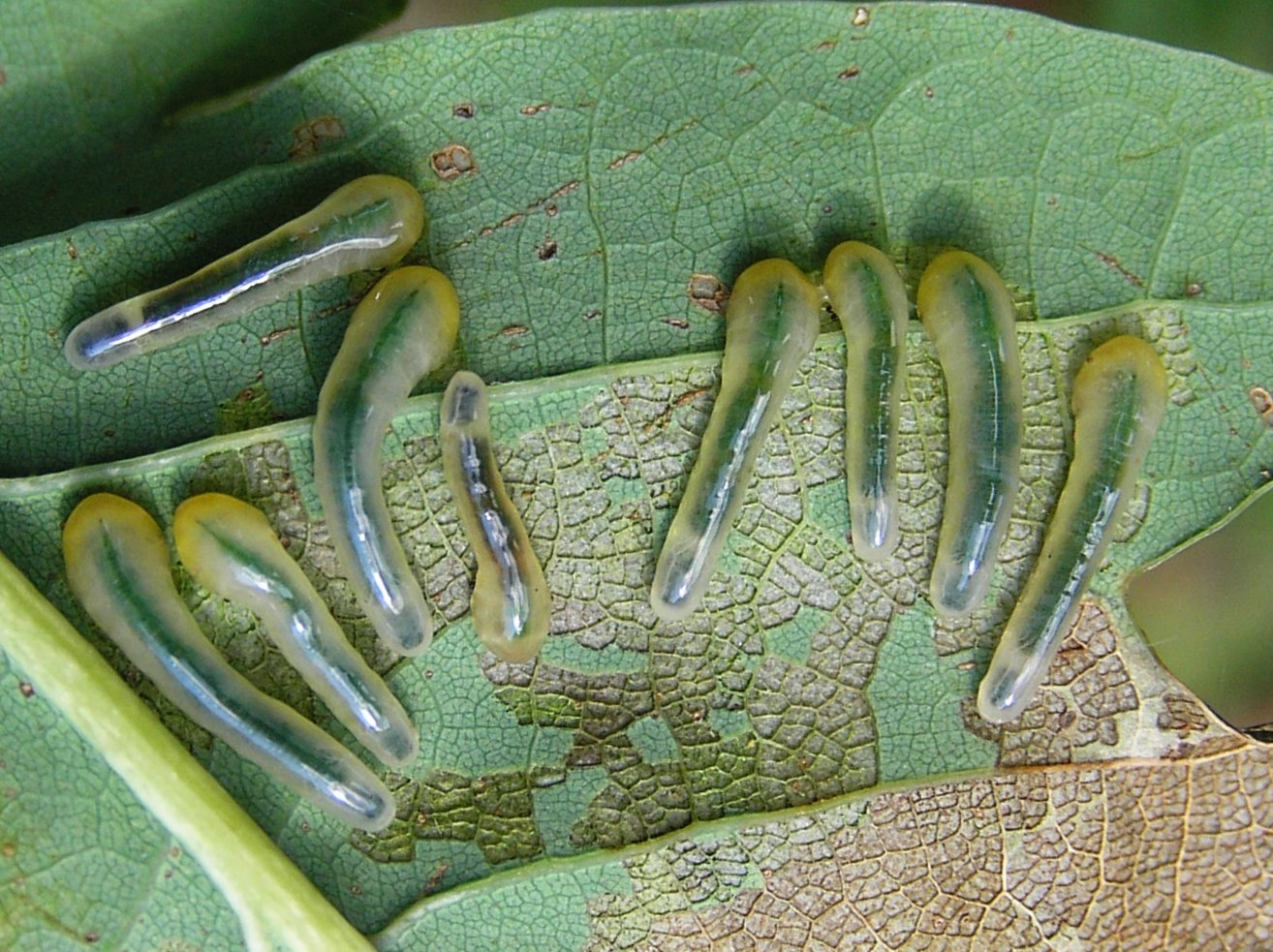
Larwy śluzownicy żerujące na liściu

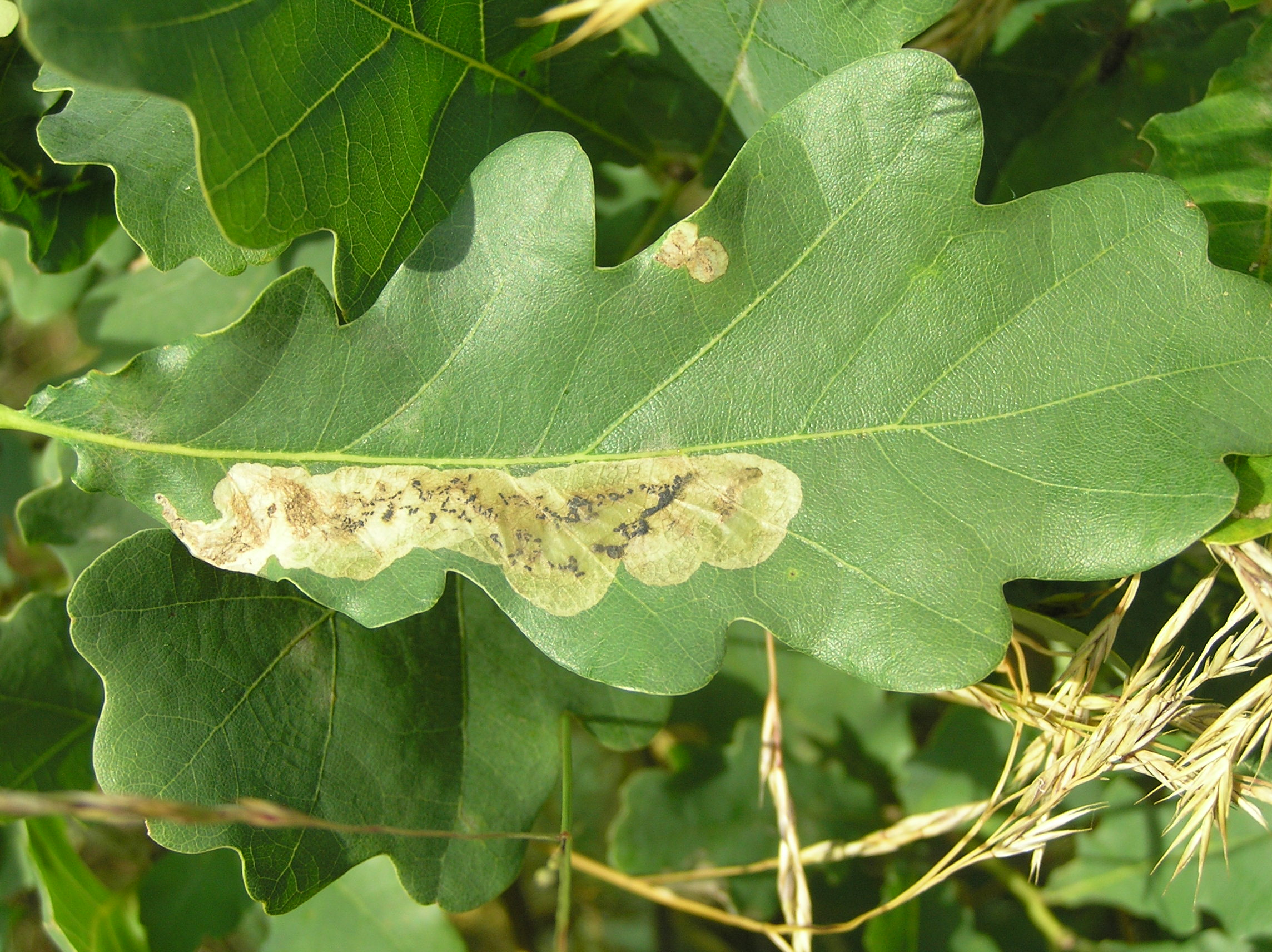
Mina i widoczna larwa tyszerki płaskowiaczka

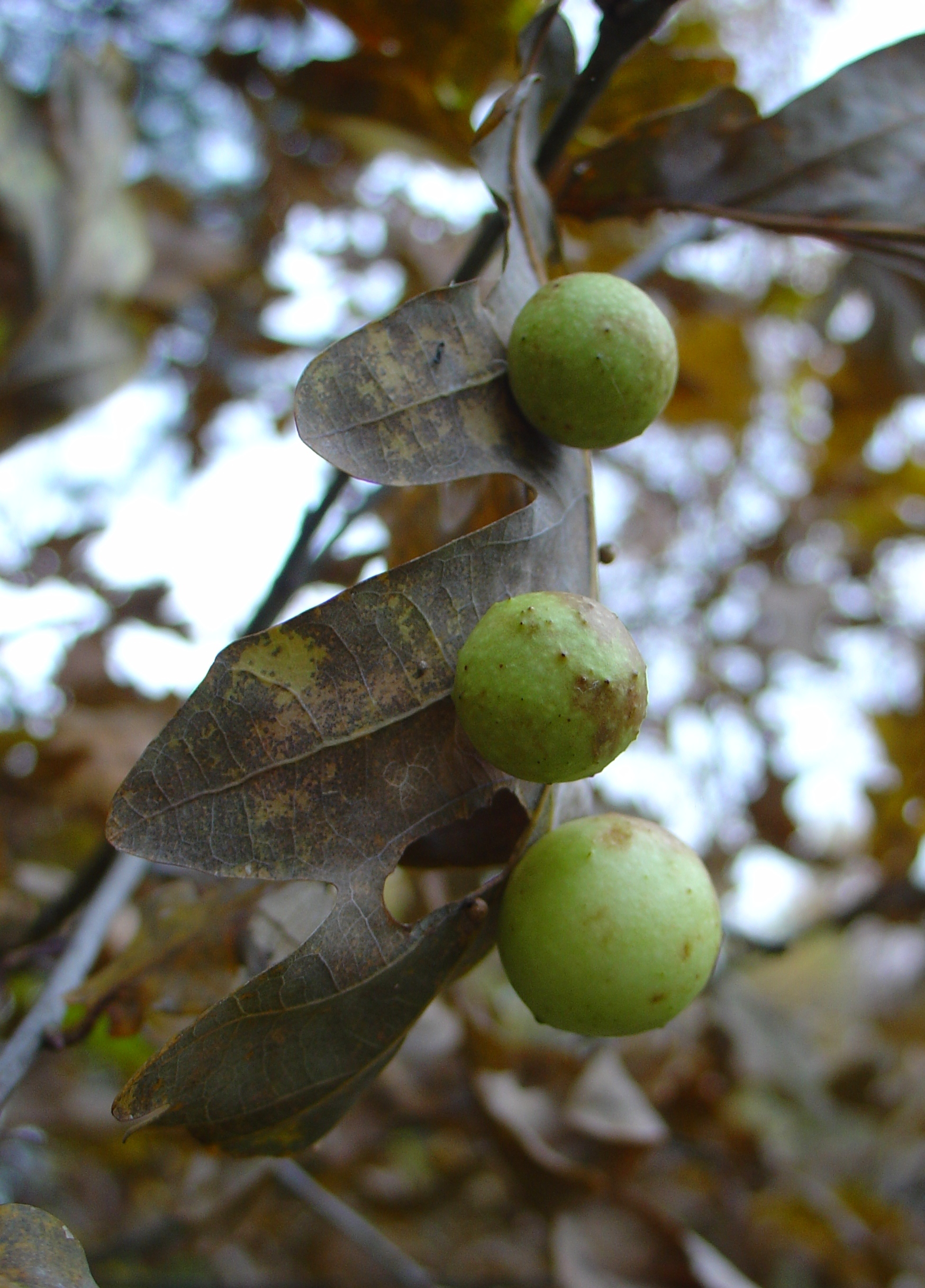
Galasy galasówki dębianki

- Filoksera jamkodębowa (Phylloxera coccinea) – Skutkiem zaatakowania przez tę mszycę są zagięcia i odbarwienie brzegów liści. Następne pokolenia żerują na spodniej stronie liści, w związku z tym w obrębie żerowania, na górnej stronie powstają plamy.
- Galasówka dębianka (jagodnica dębianka, galasówka jabłuszko, Cynips quercus folii L.) – Błonkówka o długości 4 mm, powoduje powstawanie kulistych galasów o średnicy do 20 mm na spodniej stronie liścia (barwa galasów – od zielonej, przez żółtą do czerwonej) oraz 3-milimetrowych, jajowatych na pączkach (barwa czerwona do fioletowej), pokrytych gęstymi, fioletowymi włoskami.
- Korzenica dębowa (Biorrhiza pallida Ol.) – Błonkówka ta atakuje głównie dęby na terenach podmokłych. Pierwsze pokolenie rozwija się na korzeniach dębu (do 1 m głębokości). Wiosną następnego roku pojawiają się osobniki dorosłe i samice składają jaja na pędach. Wytworzone galasy (kuliste, 10–40 mm średnicy) początkowo zielonożółte, w czerwcu są już czerwonawe. Utrzymują się na drzewach przez około 2 lata.
- Kozioróg dębosz (Cerambyx cerdo L., Cerambyx heros Scop.) – W Polsce rozwija się na obu rodzimych gatunkach dębu. Objęty ochroną gatunkową. Larwy tego chrząszcza drążą w drewnie długie chodniki.
- Letyniec szysznica (Andricus fecundator Htg.) – Skutkiem działalności tej błonkówki są galasy. Kulisty z larwą wewnątrz szyszkowatego tworu (20–30 mm), który powstaje latem zamiast pąków liściowych oraz stożkowe (2 mm długości) utworzone na męskich kwiatostanach.
- Andricus quercuscalicis – Błonkówka z rodziny Cynipoidea. Rozwija dwa pokolenia w ciągu roku, drugie pokolenie dorasta latem na dębie szypułkowym. Wykształca twarde, bruzdowate struktury na lub wokół żołędzi, o średnicy ok. 22 mm, początkowo zielone, z czasem brązowiejące.
- Misecznik dębowy (Parthenolecanium rufulum Cikll.) – Owad z rzędu czerwców o jasnobrunatnym zabarwieniu. Długość do 4 mm. Larwy żerują na spodniej stronie liści.
- Omacnica dębowa (Acrobasis consociella) – Gąsienice tego motyla zimują na pędach, w gniazdach utworzonych z zaschniętych liści. Wiosną żerują na najmłodszych liściach.
- Rewiś dębowy (Neuroterus quercusbaccarum) – Wskutek żerowania larw tej błonkówki tworzą się galasy. Na kwiatostanach męskich (kuliste, do 4 mm, barwa zielona do czerwonej), oraz na spodniej stronie liści (spłaszczone, ok. 6 mm, barwa żółtawa). Na jednym liściu może być do 100 galasów.
- Skoczonos dębowiec (Orchestes (Rhynchaenus) quercus L.) – Dorosłe chrząszcze (2,5 do 3,5 mm długości, barwa z wierzchu od żółtobrunatnej do rdzawej, od spodu czarna) żerują na liściach. Samica składa jaja w głównym nerwie liścia. Larwy wgryzają się do wnętrza i wyjadają miękisz, w wyniku czego tworzy się duża, placowata mina.
- Susówka dębowa (pchełka, płeszka, Haltica quercetorum Foudr.) – Dorosły chrząszcz (barwa niebieska, niebieskozielona z metalicznym połyskiem) o długości 4 do 5 mm wygryza w liściach liczne, małe dziury. Larwy (do 7 mm długości, czarne z błyszczącymi głowami) żywią się miękiszem na spodniej stronie liści, pozostawiając zeszkieletyzowaną siatkę unerwienia.
- Śluzownica lipowa (Caliroa annulipes) – Larwy tej błonkówki pokryte żółtawym śluzem (10–12 mm) żerują po ok. 20 dni w maju i czerwcu oraz od końca lipca do końca sierpnia (drugie pokolenie). Żywią się miękiszem spodniej strony liści, które następnie zasychają.
- Tyszerka płaskowiaczek (tyszerczyk, Tischeria complanella Huebner – Tischeria ekebladella Bjk.) – Owad podobny do mola odzieżowego. Rozpiętość skrzydeł do 12 mm, długość ciała 4–5 mm. Gąsienice tego motyla żerują wewnątrz liścia. Tworzy się biała mina, która z czasem powiększa się, zyskując pośrodku żółtą wypukłość.
- Zdobniczka dębowa (Tuberculoides annulatus) – Żeruje na młodych pąkach i spodniej stronie liści. Na wydalanej przez te mszyce spadźi, rozwijają się grzyby sadzakowe, tworząc ciemny osad ograniczający powierzchnię fotosyntezy.
- Zrostek dębowy (Thelaxes dryophila) – Mszyca, pospolita zwłaszcza na młodych dębach. Żeruje na rozwijających się pąkach, dolnej stronie liści oraz na młodych pędach. Hamuje wzrost pędów i zanieczyszcza drzewa lepką  spadźią.
- Zwójka zieloneczka (Tortrix viridana L.) – Jeden z najgroźniejszych szkodników owadzich. Atakuje dęby starsze oraz rosnące swobodnie. Rozpiętość skrzydeł tego motyla – 18 do 23 mm. Seledynowe u samca, żółtozielone u samicy. Gąsienice (szarozielone, głowa czarnobrunatna) wylęgają się w kwietniu i maju. Żerują na pączkach, później na młodych liściach, które oplatają przędzą i rurkowato zwijają. Jedna gąsienica potrafi zjeść do 65 cm² blaszek liściowych.

## Choroby

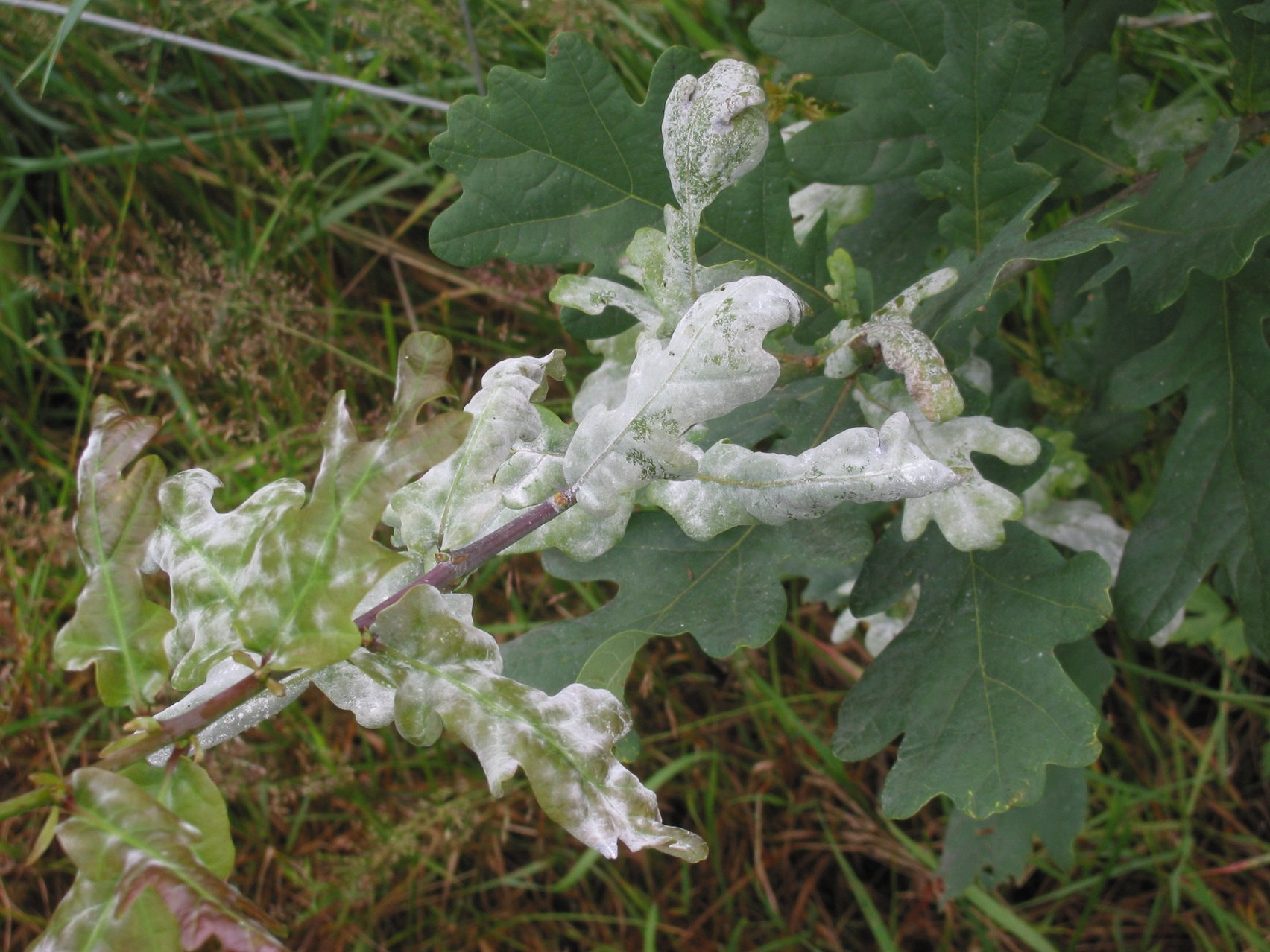
Młody dąb porażony przez mączniaka

- Zamieranie dębów – zespół czynników prowadzących do obumarcia dębów, na które składają się: niekorzystne, okresowe warunki klimatyczne (susze i powodzie), stan poziomu wód gruntowych, występowanie chorób grzybowych. Objawy to zamieranie gałęzi, wilgotne plamy w warstwach podpowierzchniowych gałęzi i pnia, przebarwienia w drewnie bielastym (brązowe lub ciemnoszare), przerzedzenie korony. Nadal prowadzone są badania (m.in. Instytut Dendrologii PAN w Kórniku) w celu ustalenia przyczyn tej „choroby”, której opisy, jak i hipotezy starające się ją wyjaśnić, są bardzo różnorodne (stan na 1995).
- Mączniak prawdziwy dębu (Erysiphe alphitoides) – patogen szkodliwy na każdym etapie rozwoju dębu. Szczególnie duże szkody wyrządza wśród młodych dębów (szkółkarstwo). Uszkadza młode liście, pączki oraz tkanki szczytowych pędów, które szybko zamierają. Charakterystyczna cecha to biały nalot widoczny na liściach przez cały ich okres wegetacyjny.
- Fusarium solani – grzyb odpowiedzialny za uszkodzenia układu naczyniowego drzew liściastych. Badania prowadzone nad tym patogenem wskazują na jego duży wpływ na zamieranie dębów.
- Ceratocystis – kilku gatunkom grzybów z tego rodzaju również przypisuje się dużą rolę w zamieraniu dębów. Uważa się jednak, że przy dobrej kondycji drzew, grzyby te samodzielnie nie są w stanie spowodować szybkiego zamierania. Według nadal prowadzonych badań (Krystyna Przybył – Instytut Dendrologii PAN w Kórniku, 1995), najczęściej występującymi gatunkiem na chorych drzewach w Polsce jest Ceratocystis piceae (Ophiostoma quercus).
- Phytophthora cinnamomi – grzyb poraża głównie układ naczyniowo-przewodzący w szyjach korzeniowych. Powoduje szybkie zamieranie młodych dębów. Badania przeprowadzano na dębach w Europie południowej, w Polsce do tej pory ich brak (stan na 1995 rok).

## Historia i znaczenie gospodarcze w Polsce
Około 11000 lat temu na południowym skraju Polski pojawiły się pierwsze lasy sosnowo-brzozowe. Stopniowe ocieplenie klimatu i ustępowanie lądolodu spowodowały rozprzestrzenienie się lasów na pozostały obszar kraju. 9 tys. lat temu pojawiły się pierwsze dęby. Wiek najstarszego znalezionego w Polsce (datowany metodą radiowęglową), określany jest na ok. 9200 lat. Dominacja borów sosnowo-brzozowych skończyła się wraz z dalszym ociepleniem klimatu, czyli ok. 7700–5100 lat temu. W tym czasie nastąpił gwałtowny rozwój lasów liściastych z przewagą dębu. Do tego czasu jedynym czynnikiem mającym wpływ na kształtowanie szaty roślinnej w Polsce były zmiany klimatyczne, po czym doszedł kolejny – człowiek.
Neolit to okres w którym zaczyna rozwijać się rolnictwo i rozpoczyna się udomowienie zwierząt. Wzrasta zapotrzebowanie na żyzne ziemie do tej pory porośnięte lasami z dużym udziałem dębu oraz na drewno do celów gospodarczych.
Ostatnie tysiąclecie przed naszą erą to dalszy rozwój rolnictwa i hodowli, wtedy powstały pierwsze grody. Największe zapotrzebowanie jest na najbardziej trwałe drewno – dębowe. Współcześnie dokonane szacunkowe obliczenia dla Biskupina pozwoliły określić ilość zużytego materiału na około 8000 kubików drewna, w większości dębowego. Zakłada się, że obszar z jakiego można było pozyskać ten materiał to ok. 800 ha lasu. Na podstawie badań dr. T. Ważnego i zastosowaniu dendrochronologii ustalono datę pozyskania budulca na 747–722 p.n.e. Około 1750 lat później, tylko do budowy wału obronnego w Kruszwicy zużyto 20 000 kubików drewna, z czego 80% to drewno dębowe. Według obliczeń W. Dzieduszyckiego (1977), ilość ta to 25 500 kubików.
Około X–XI w. coraz bardziej wzrastało znaczenie gospodarcze dębu. Używany był przy budowie konstrukcjach obronnych i portowych, w dymarkach jako wysokokaloryczne paliwo. Znalazł zastosowanie w dębieniu (garbowaniu) skór i farbowaniu. Wykorzystywany został w celach leczniczych i częściowo do produkcji potażu. Żołędzie i bukiew to podstawowa pasza dla nierogacizny. Na wychów jednej świni potrzeba było około 2 ton żołędzi, taką ilość daje rocznie 25 dorosłych dębów. Lasy dębowo-bukowe często nazywane silva glandiferae pełniły funkcję pastwiska, co miało negatywny wpływ na ich możliwość odnawiania. Wysuszone i zmielone żołędzie dodawano do mąki w latach nieurodzaju. W tym okresie była już zagospodarowana ok. 1/3 powierzchni kraju, udział dębów w lasach określa się na ok. 66%, a gęstość zaludnienia na ok. 4 mieszkańców na km².

## Znaczenie kulturowe w Polsce

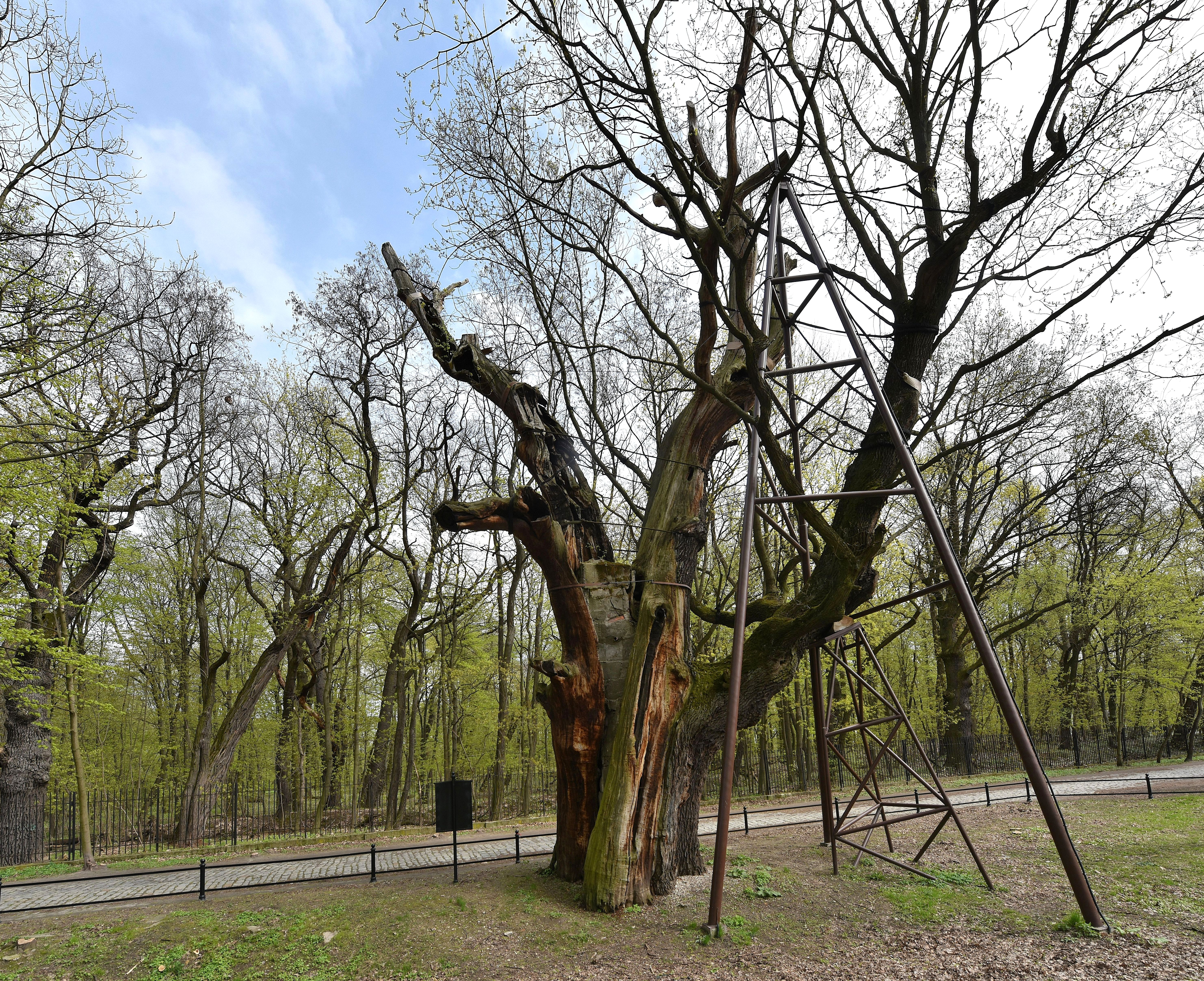
Dąb Mieszko I w Warszawie, najstarszy dąb szypułkowy na Mazowszu

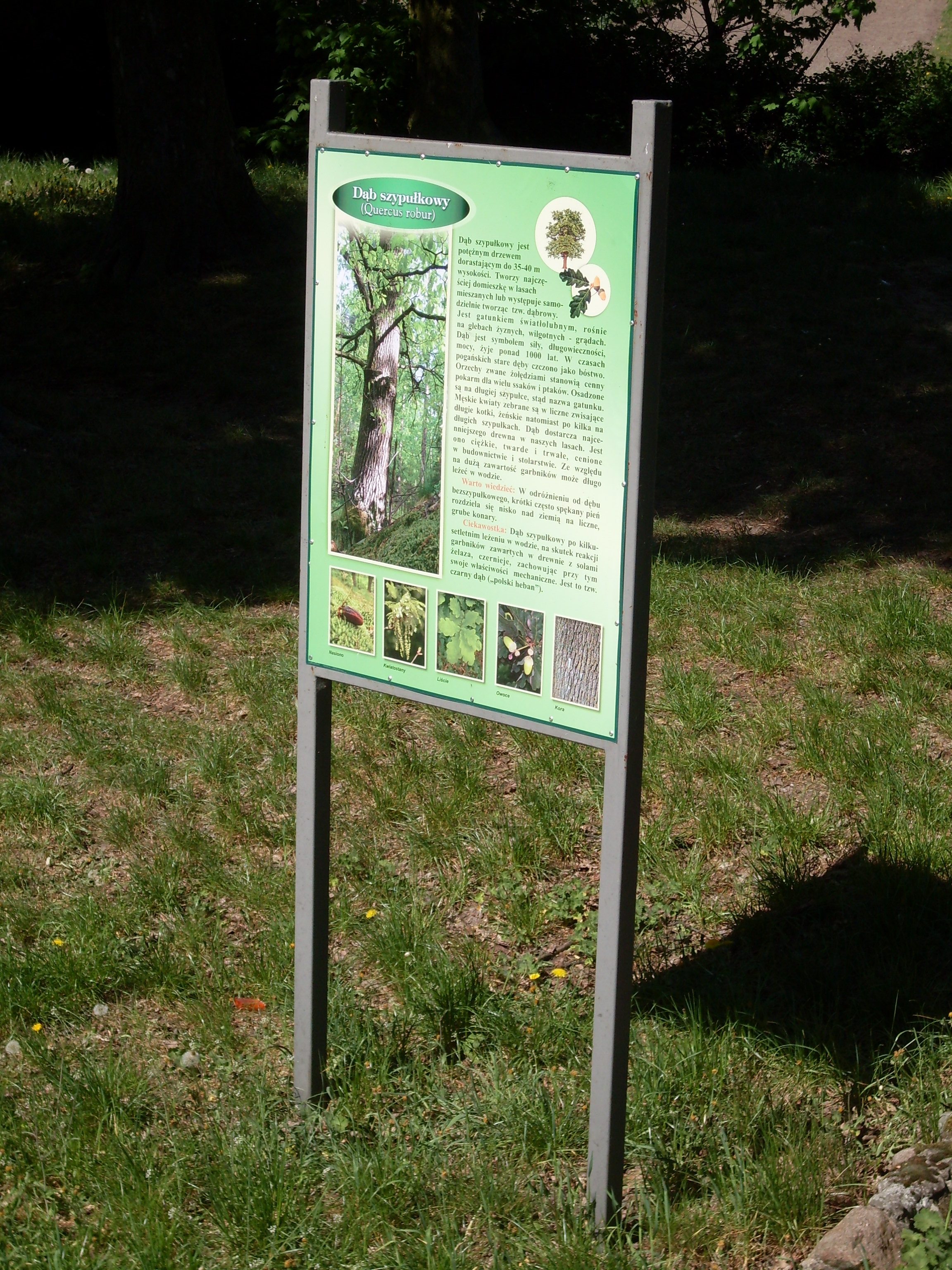
Tablica informacyjna na temat dębu szypułkowego w Policach – Mścięcinie

Majestat i dostojny wygląd dębu zawsze wywierał na człowieku duże wrażenie. Z tego zapewne powodu w wierzeniach słowiańskich dąb poświęcony jest najwyższemu bogu – Perunowi. Należy przy tym pamiętać, że cześć okazywana jest drzewom jako siedzibie bóstwa i w tym tylko znaczeniu można mówić o roli, jaką pełni dąb w kulcie.
Stare, rozrośnięte dęby zawsze darzono dużym szacunkiem. Często, szczególnie potężne egzemplarze, nazywano „ojcem dębów” lub „gospodarzem lasu”. Równie często wiązane były legendami i podaniami ze znanymi postaciami historycznymi, które miały je zasadzać, odpoczywać pod nimi lub sprawować sądy (np. pod Bartkiem miał sądzić Kazimierz Wielki, z kolei pod „Dębem Jagiełły” odpoczywał ponoć król Władysław po polowaniu, podczas którego gromadzono zapasy na wyprawę grunwaldzką). Dąb jest drzewem opisywanym również w literaturze ludowej i w pieśniach. W praktykach magicznych postrzegany był zawsze jako dający siłę i zdrowie.
Ciekawy zwyczaj opisuje Teresa Karwicka. We wsiach podkrakowskich w wigilię Nowego Roku kolędnicy przynosili gałązkę dębu z uschniętymi liśćmi. Magiczna moc dębu przejawiała się tym, że uschłe liście nie odpadały od gałązki. Ta cecha dębu była podkreślana przez informatorów przy uzasadnieniu tego obrzędu „by ludzie byli tak mocni, jak ten listek, co choć usechł, ale od gałązki nie odpadł”.
Do dzisiaj, pomimo tego że wszystkie stare drzewa otacza się już ochroną pomnikową, dąb jednak wzbudza w ludziach szczególne odczucia. „Pierwszy w dostojności między drzewami dąb, moc i władzę ma w sobie oddaną nad gruntem na którym stoi.” – Izabela Czartoryska.

## Znane dęby szypułkowe

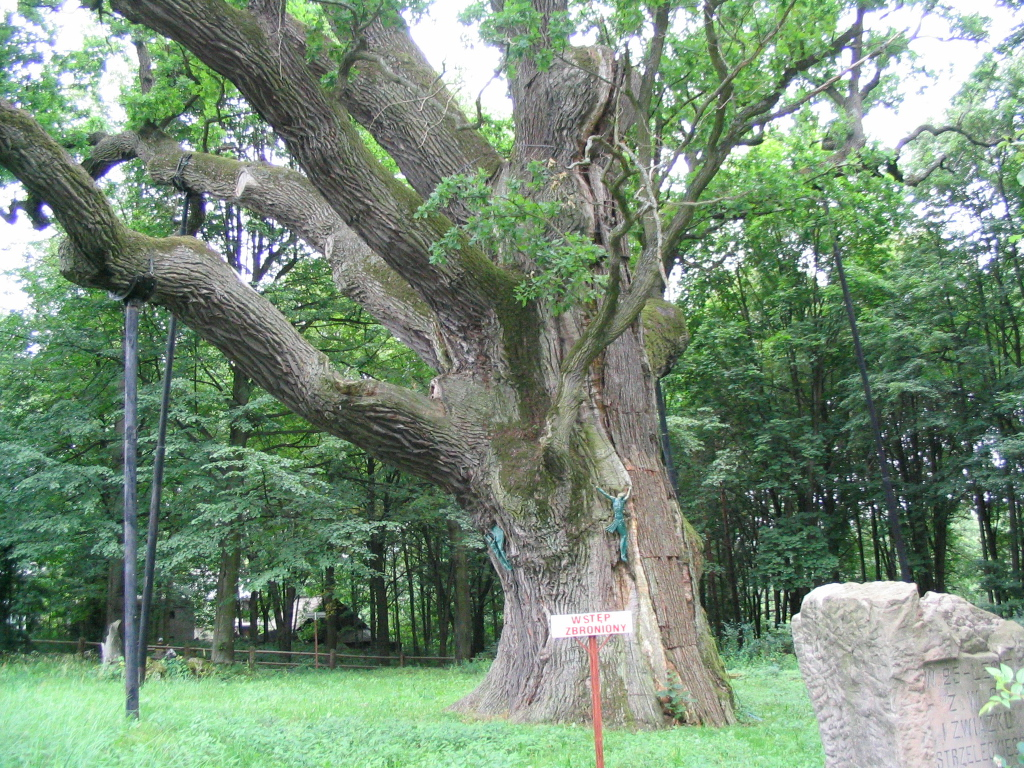
Dąb Bartek

Dąb szypułkowy jest symbolem długowieczności, dostojeństwa i siły – żyje najdłużej z polskich drzew liściastych i osiąga imponujące rozmiary.
- Najbardziej znanym dębem w Polsce jest Dąb Bartek rosnący w pobliżu wsi Bartków koło Zagnańska. Rozpiętość korony 20 × 40 m, wysokość 27 m, obwód pnia 9,85 m (na wysokości 1,3 m). Wiek tego drzewa w publikacji dr. Cezarego Pacyniaka Najstarsze drzewa w Polsce z 1992 roku oceniany był wówczas na 654 lata[36]. Dawniej wiek tego dębu oceniano błędnie nawet na 1200 lat[37].
- Najgrubszym polskim dębem szypułkowym był Dąb Napoleon, którego obwód wynosił 10,43 m (pierśnica), dorastał do 22 m wysokości. Jego wiek szacowany był na 450–600 lat. Rósł on na skarpie pradoliny Odry w odległości 3 km na wschód od Zaboru (powiat zielonogórski). W 2010 roku spalony przez wandali[38].
- Największym (objętościowo) dębem szypułkowym jest Chrobry: wiek drzewa – ok. 745 lat, obwód pnia – 9,92 m, wysokość drzewa – 28 m, średnica korony – 16 m, a wspomniana objętość – ok. 90 m³. Usytuowany jest na terenie rezerwatu przyrody Buczyna Szprotawska w Borach Dolnośląskich. Z jego żołędzi pochodzą tzw. dęby papieskie.
- Znaczącym skupiskiem dębów szypułkowych w Europie jest Rogaliński Park Krajobrazowy. W końcu drugiej dekady XXI wieku rosło tam 1435 dębów, o obwodzie ponad 2 m, z czego 860 to pomniki przyrody. Najsłynniejsze z nich to: Dąb Lech, Dąb Czech, Dąb Rus, który jest najprawdopodobniej najstarszym polskim dębem o wieku szacowanym przez naukowców z Instytutu Dendrologii Polskiej Akademii Nauk na 800–850 lat[39], oraz Dąb Edward. „Dęby rogalińskie”, rysowane przez Leona Wyczółkowskiego, można oglądać w Muzeum Narodowym w Warszawie[22].
- W Puszczy Białowieskiej rośnie ok. 3 tys. dębów, których obwód w pierśnicy przekracza 4 m. Zwalony w 1974 r. Dąb Jagiełły (wówczas zaledwie ok. 450-letni) miał ok. 5,5 m obwodu i wysokość 39 m. Najwyższym znanym dębem szypułkowym w Europie jest rosnący w Puszczy Białowieskiej Dąb Agnieszki (wys. 43,6 m)[40].
- Jednym z większych kompleksów dąbrów w Polsce z udziałem kilkusetletnich drzew są Dąbrowy Krotoszyńskie, m.in. z Dębem Rozdrażewskich[41].